# Segunda División de España 2015-16
La Segunda División de España 2015-16 fue la 85.ª edición de la competición, organizada por la Liga Nacional de Fútbol Profesional y conocida por motivos publicitarios como Liga Adelante. Para esta temporada se produjo el regreso del Elche (descendido administrativamente), Almería y Córdoba, tras dos, dos y una temporada respectivamente en Primera División. Por su parte, procedentes de Segunda División B, ascendían Real Oviedo (ausente desde 2003), Gimnàstic de Tarragona, Huesca y Bilbao Athletic, único filial presente en la categoría. Por primera vez en la historia de la categoría, un solo canal, Canal+ Liga 2, emitió los once partidos de cada jornada en exclusiva.
El Deportivo Alavés consiguió el ascenso a Primera División diez años después, y logró el título, consiguiendo así su cuarto campeonato de la categoría. El segundo clasificado, Club Deportivo Leganés, obtuvo por primera vez en su historia el ascenso a la máxima categoría. El tercer equipo que consiguió el ascenso, fue el Club Atlético Osasuna, sexto clasificado y vencedor de la promoción de ascenso.

## Sistema de competición
Como en temporadas precedentes, estuvo organizada por la Liga Nacional de Fútbol Profesional (LFP), y constó de un grupo único integrado por 22 clubes de toda la geografía española. Siguiendo un sistema de liga, los 22 equipos se enfrentaron todos contra todos en dos ocasiones —una en campo propio y otra en campo contrario— sumando un total de 42 jornadas.
La clasificación final se estableció con arreglo a los puntos obtenidos en cada enfrentamiento, a razón de tres por partido ganado, uno por empatado y ninguno en caso de derrota. Si al finalizar el campeonato dos equipos igualasen a puntos, los mecanismos para desempatar la clasificación son los siguientes:
1. El que tenga una mayor diferencia entre goles a favor y en contra en los enfrentamientos entre ambos.
2. Si persiste el empate, se tendrá en cuenta la diferencia de goles a favor y en contra en todos los encuentros del campeonato.

Si el empate a puntos se produce entre tres o más clubes, los sucesivos mecanismos de desempate son los siguientes:
1. La mejor puntuación de la que a cada uno corresponda a tenor de los resultados de los partidos jugados entre sí por los clubes implicados.
2. La mayor diferencia de goles a favor y en contra, considerando únicamente los partidos jugados entre sí por los clubes implicados.
3. La mayor diferencia de goles a favor y en contra teniendo en cuenta todos los encuentros del campeonato.
4. El mayor número de goles a favor teniendo en cuenta todos los encuentros del campeonato.
5. El club mejor clasificado con arreglo a los baremos de fair play.

### Efectos de la clasificación
El equipo que más puntos sume al final del campeonato será proclamado campeón de la Liga de Segunda División y obtendrá automáticamente el ascenso a Primera División para la próxima temporada, junto con el subcampeón. Los cuatro siguientes clasificados —puestos del 3.º al 6.º, excluyendo los equipos filiales que ocupen dichas posiciones en la tabla— disputarán un play-off por eliminación directa a doble partido —ida y vuelta— cuyo vencedor final obtendrá también la promoción de categoría. Las plazas en Segunda División de los tres equipos ascendidos serán cubiertas la próxima temporada por los tres últimos clasificados, esta temporada, en Primera.
Por su parte, los cuatro últimos clasificados de Segunda División —puestos del 19.º al 22.º— serán descendidos a Segunda División B. De esta, ascenderán los cuatro ganadores de la promoción para reemplazar a los equipos relegados. Los equipos que terminen entre el 3 y 6 de la posición (excluyendo equipos de reserva) tomarán parte en los play-offs.

## Ascensos y descensos
Un total de 22 equipos disputan la liga, incluyendo quince equipos de la temporada anterior, cuatro ascendidos de Segunda B y tres descendidos de Primera División.
| Pos.  | Ascendidos a 1.ª División |
| ----- | ------------------------- |
| 1º    | Real Betis Balompié       |
| 2º    | Sporting de Gijón         |
| Prom. | U. D. Las Palmas (4º)     |

| Pos. | Descendidos de 1.ª División |
| ---- | --------------------------- |
| 13.º | Elche C. F. *               |
| 19.º | U. D. Almería               |
| 20.º | Córdoba C. F.               |

| Pos. | Descendidos a 2.ª División B |
| ---- | ---------------------------- |
| 19.º | Racing de Santander          |
| 20.º | R. C. Recreativo de Huelva   |
| 21.º | C. E. Sabadell F. C.         |
| 22.º | F. C. Barcelona "B"          |

| Pos.      | Ascendidos de 2.ª División B |
| --------- | ---------------------------- |
| 1.º (I)   | Real Oviedo                  |
| 1.º (III) | Gimnàstic de Tarragona       |
| 1.º (II)  | S. D. Huesca                 |
| 2.º (II)  | Bilbao Athletic              |

## Equipos

### Datos de los equipos
| Equipo                           | Ciudad                 | Entrenador             | Estadio                   | Aforo  | Marca   | Patrocinador principal                                       | Otros patrocinadores            |
| -------------------------------- | ---------------------- | ---------------------- | ------------------------- | ------ | ------- | ------------------------------------------------------------ | ------------------------------- |
| Agrupación Deportiva Alcorcón    | Alcorcón               | Juan Ramón López Muñiz | Santo Domingo             | 5000   | Erreà   | Ecotisa                                                      | Novanca                         |
| Albacete Balompié                | Albacete               | César Ferrando         | Carlos Belmonte           | 17 524 | Hummel  | Bodegas Iniesta                                              |                                 |
| Bilbao Athletic                  | Bilbao                 | José Ángel Ziganda     | San Mamés                 | 53 289 | Nike    | Por confirmar                                                |                                 |
| Club Atlético Osasuna            | Pamplona               | Enrique Martín         | El Sadar                  | 18 761 | Adidas  | Lacturale                                                    |                                 |
| Club Deportivo Leganés           | Leganés                | Asier Garitano         | Butarque                  | 8138   | Joma    | Mercedes-Benz Citycar Sur Goldenpark.es (tercera equipación) | Tele-Taxi Goldenpark.es Novanca |
| Club Deportivo Lugo              | Lugo                   | José Antonio Durán     | Anxo Carro                | 8168   | Hummel  | Estrella Galicia                                             | Abanca                          |
| Club Deportivo Mirandés          | Miranda de Ebro        | Carlos Terrazas        | Anduva                    | 7000   | Adidas  | Vivir Miranda                                                |                                 |
| Club Deportivo Numancia de Soria | Soria                  | Jagoba Arrasate        | Los Pajaritos             | 9025   | Erreà   | Soria Natural                                                | Caja Rural                      |
| Club Deportivo Tenerife          | Santa Cruz de Tenerife | Pep Lluís Martí        | Heliodoro Rodríguez López | 24 000 | Hummel  | Egatesa                                                      | Air Europa                      |
| Club Gimnàstic de Tarragona      | Tarragona              | Vicente Moreno         | Nou Estadi                | 14 591 | Hummel  | Sorigué                                                      | Catalunya Caixa                 |
| Córdoba Club de Fútbol           | Córdoba                | José Luis Oltra        | Nuevo Arcángel            | 21 822 | Acerbis | RD Impagos                                                   |                                 |
| Deportivo Alavés                 | Vitoria                | José Bordalás          | Mendizorroza              | 19 840 | Hummel  | Euskaltel                                                    | El Correo                       |
| Elche Club de Fútbol             | Elche                  | Rubén Baraja           | Manuel Martínez Valero    | 33 732 | Kelme   | Gioseppo                                                     | Sportium                        |
| Girona Futbol Club               | Gerona                 | Pablo Machín           | Montilivi                 | 9286   | Kappa   | City Lift                                                    | Serveis Master                  |
| Real Club Deportivo Mallorca     | Palma de Mallorca      | Fernando Vázquez       | Iberostar Estadio         | 23 142 | Macron  | Air Europa                                                   |                                 |
| Real Oviedo                      | Oviedo                 | David Generelo         | Carlos Tartiere           | 30 500 | Hummel  | GAM                                                          | Tartiere Auto Ayre Hoteles      |
| Real Valladolid Club de Fútbol   | Valladolid             | Alberto López          | José Zorrilla             | 26 512 | Hummel  | Cuatro Rayas                                                 |                                 |
| Real Zaragoza                    | Zaragoza               | Lluís Carreras         | La Romareda               | 34 596 | Mercury | Caravan Fragancias                                           | Quirón                          |
| Sociedad Deportiva Huesca        | Huesca                 | Juan Antonio Anquela   | El Alcoraz                | 5300   | Bemiser | Simply Supermercados                                         | APISA                           |
| Sociedad Deportiva Ponferradina  | Ponferrada             | Rubén Vega             | El Toralín                | 8800   | Adidas  | Bio3                                                         | Valcarce                        |
| Unió Esportiva Llagostera        | Llagostera             | Oriol Alsina           | Nou Estadi                | 5824   | Hummel  | Por confirmar                                                |                                 |
| Unión Deportiva Almería          | Almería                | Fernando Soriano       | Juegos Mediterráneos      | 15 200 | Nike    | Urcisol.com                                                  | Costa de Almería                |

### Cambios de entrenadores
| Equipo                | Entrenador (jornadas)                                                                                          |
| --------------------- | --- |
| U. D. Almería         | Sergi Barjuan (1-7) Miguel Rivera (8-9) Joan Carrillo (10-18) Néstor Gorosito (19-38) Fernando Soriano (39-42) |
| Real Valladolid C. F. | Gaizka Garitano (1-9) Miguel Ángel Portugal (10-35) Alberto López (36-42)                                      |
| C. D. Tenerife        | Raül Agné (1-11) Pep Lluís Martí (12-42)                                                                       |
| S. D. Huesca          | Luis García Tevenet (1-15) Juan Antonio Anquela (16-42)                                                        |
| R. C. D. Mallorca     | Albert Ferrer (1-15) José Gálvez (16-21) Fernando Vázquez (22-42)                                              |
| Real Zaragoza         | Ranko Popović (1-18) Lluís Carreras (19-42)                                                                    |
| S. D. Ponferradina    | Manolo Díaz (1-23) Tomás Nistal (24-26) Fabri González (27-35) Rubén Vega (36-42)                              |
| C. D. Lugo            | Luis Milla (1-26) José Antonio Durán (27-42)                                                                   |
| Albacete Balompié     | Luis César Sampedro (1-29) César Ferrando (30-42)                                                              |
| Real Oviedo           | Sergio Egea (1-29) David Generelo (30-42)                                                                      |

### Equipos por comunidad autónoma
| \| Com. Autónoma \| N. \| Equipos \| \| -------------------- \| -- \| ---------------------------------------------------------------------------------- \| \| Castilla y León \| 4 \| C. D. Mirandés; C. D. Numancia de Soria; Real Valladolid C. F.; S. D. Ponferradina \| \| Cataluña \| 3 \| Gimnàstic de Tarragona; Girona F. C.; U. E. Llagostera \| \| Andalucía \| 2 \| Córdoba C. F.; U. D. Almería \| \| Aragón \| 2 \| Real Zaragoza; Sociedad Deportiva Huesca \| \| Comunidad de Madrid \| 2 \| A. D. Alcorcón; C. D. Leganés \| \| País Vasco \| 2 \| Bilbao Athletic; Deportivo Alavés \| \| Asturias \| 1 \| Real Oviedo \| \| Canarias \| 1 \| C. D. Tenerife \| \| Castilla-La Mancha \| 1 \| Albacete Balompié \| \| Comunidad Valenciana \| 1 \| Elche C. F. \| \| Galicia \| 1 \| C. D. Lugo \| \| Islas Baleares \| 1 \| R. C. D. Mallorca \| \| Navarra \| 1 \| C. A. Osasuna \| | Córdoba Almería Lugo Mallorca Mirandés Albacete Alcorcón Leganés Numancia Alavés Llagostera Gimnàstic Real Oviedo Tenerife Elche Osasuna Ponferradina Real Valladolid Girona Real Zaragoza Bilbao Athletic Huesca |                                                                                    |
| Com. Autónoma | N. | Equipos                                                                            |
| Castilla y León | 4 | C. D. Mirandés; C. D. Numancia de Soria; Real Valladolid C. F.; S. D. Ponferradina |
| Cataluña | 3 | Gimnàstic de Tarragona; Girona F. C.; U. E. Llagostera                             |
| Andalucía | 2 | Córdoba C. F.; U. D. Almería                                                       |
| Aragón | 2 | Real Zaragoza; Sociedad Deportiva Huesca                                           |
| Comunidad de Madrid | 2 | A. D. Alcorcón; C. D. Leganés                                                      |
| País Vasco | 2 | Bilbao Athletic; Deportivo Alavés                                                  |
| Asturias | 1 | Real Oviedo                                                                        |
| Canarias | 1 | C. D. Tenerife                                                                     |
| Castilla-La Mancha | 1 | Albacete Balompié                                                                  |
| Comunidad Valenciana | 1 | Elche C. F.                                                                        |
| Galicia | 1 | C. D. Lugo                                                                         |
| Islas Baleares | 1 | R. C. D. Mallorca                                                                  |
| Navarra | 1 | C. A. Osasuna                                                                      |

## Justicia deportiva
Los árbitros de cada partido fueron designados por una comisión creada para tal objetivo e integrada por representantes de la LFP y la RFEF. En la temporada 2015/16, los colegiados de la categoría eran los siguientes (se muestra entre paréntesis su antigüedad en la categoría):
- Saúl Ais Reig (1) - debutante
- Javier Alberola Rojas (1) - debutante
- Dámaso Arcediano Monescillo (5)
- Rubén Ruiperez Marín (1) - debutante
- Víctor Areces Franco (2)
- Pablo González Fuertes (4)
- José Ramón Piñeiro Crespo (8)
- Francisco Manuel Arias López (5)
- Adrián Cordero Vega (1) - debutante
- Guillermo Cuadra Fernández (1) - debutante
- Oliver de la Fuente Ramos (2)
- Jorge Valdés Aller (6)
- Rubén Eiriz Mata (2)
- David Pérez Pallas (4)
- Jorge Figueroa Vázquez (4)
- Juan Manuel López Amaya (2)
- José Luis Munuera Montero (3)
- David Medié Jiménez (4)
- Daniel Ocón Arraiz (6)
- Valentín Pizarro Gómez (2)
- Gorka Sagués Oscoz (4)
- Daniel Jesús Trujillo Suárez (7)

## Clasificación
| Pos. | Equipo                  | Pts. | PJ | G  | E  | P  | GF | GC | Dif. | Clasificación                 |
| ---- | ----------------------- | ---- | -- | -- | -- | -- | -- | -- | ---- | ----------------------------- |
| 1    | Deportivo Alavés (C, A) | 75   | 42 | 21 | 12 | 9  | 49 | 35 | +14  | Ascenso a Primera División    |
| 2    | C. D. Leganés (A)       | 74   | 42 | 20 | 14 | 8  | 59 | 34 | +25  | Ascenso a Primera División    |
| 3    | Gimnàstic de Tarragona  | 71   | 42 | 18 | 17 | 7  | 57 | 41 | +16  | Acceso a Playoff de ascenso   |
| 4    | Girona F. C.            | 66   | 42 | 17 | 15 | 10 | 46 | 28 | +18  | Acceso a Playoff de ascenso   |
| 5    | Córdoba C. F.           | 65   | 42 | 19 | 8  | 15 | 59 | 52 | +7   | Acceso a Playoff de ascenso   |
| 6    | C. A. Osasuna (A)       | 64   | 42 | 17 | 13 | 12 | 47 | 40 | +7   | Acceso a Playoff de ascenso   |
| 7    | A. D. Alcorcón          | 64   | 42 | 18 | 10 | 14 | 48 | 44 | +4   |                               |
| 8    | Real Zaragoza           | 64   | 42 | 17 | 13 | 12 | 50 | 44 | +6   |                               |
| 9    | Real Oviedo             | 59   | 42 | 16 | 11 | 15 | 52 | 51 | +1   |                               |
| 10   | C. D. Numancia          | 57   | 42 | 13 | 18 | 11 | 57 | 51 | +6   |                               |
| 11   | Elche C. F.             | 57   | 42 | 13 | 18 | 11 | 40 | 46 | −6   |                               |
| 12   | S. D. Huesca            | 55   | 42 | 14 | 13 | 15 | 48 | 49 | −1   |                               |
| 13   | C. D. Tenerife          | 55   | 42 | 13 | 16 | 13 | 45 | 46 | −1   |                               |
| 14   | C. D. Lugo              | 54   | 42 | 13 | 15 | 14 | 44 | 50 | −6   |                               |
| 15   | C. D. Mirandés          | 52   | 42 | 13 | 13 | 16 | 55 | 56 | −1   |                               |
| 16   | Real Valladolid C. F.   | 51   | 42 | 12 | 15 | 15 | 47 | 52 | −5   |                               |
| 17   | R. C. D. Mallorca       | 49   | 42 | 12 | 13 | 17 | 39 | 45 | −6   |                               |
| 18   | U. D. Almería           | 48   | 42 | 10 | 18 | 14 | 44 | 51 | −7   |                               |
| 19   | S. D. Ponferradina (D)  | 47   | 42 | 12 | 11 | 19 | 39 | 54 | −15  | Descenso a Segunda División B |
| 20   | U. E. Llagostera (D)    | 44   | 42 | 12 | 8  | 22 | 44 | 54 | −10  | Descenso a Segunda División B |
| 21   | Albacete Balompié (D)   | 39   | 42 | 10 | 9  | 23 | 39 | 61 | −22  | Descenso a Segunda División B |
| 22   | Bilbao Athletic (D)     | 32   | 42 | 8  | 8  | 26 | 35 | 59 | −24  | Descenso a Segunda División B |

 Fuente: BDFútbol
Criterios de clasificación: Puntos · Enfrentamientos directos · Diferencia de goles · Goles a favor · Play-off

Notas:

### Evolución de la clasificación
La tabla muestra las posiciones de los equipos después de cada semana de partidos. Con el fin de preservar el desarrollo cronológico, los partidos aplazados no se incluyen en la ronda en que fueron programados originalmente, sino que se agregan en la ronda completa que jugaron después. Por ejemplo, si un partido está programado por jornada 13, pero luego se pospuso y jugó entre los días 16 y 17, se añadirá a la tabla de posiciones para el día 17.
| Equipo / Jornada | 1  | 2  | 3  | 4  | 5  | 6  | 7  | 8  | 9  | 10 | 11 | 12 | 13 | 14 | 15 | 16 | 17 | 18 | 19 | 20 | 21 | 22 | 23 | 24 | 25 | 26 | 27 | 28 | 29 | 30 | 31 | 32 | 33 | 34 | 35 | 36 | 37 | 38 | 39 | 40 | 41 | 42 |
| Equipo / Jornada |    |    |    |    |    |    |    |    |    |    |    |    |    |    |    |    |    |    |    |    |    |    |    |    |    |    |    |    |    |    |    |    |    |    |    |    |    |    |    |    |    |    |
| ---------------- | -- | -- | -- | -- | -- | -- | -- | -- | -- | -- | -- | -- | -- | -- | -- | -- | -- | -- | -- | -- | -- | -- | -- | -- | -- | -- | -- | -- | -- | -- | -- | -- | -- | -- | -- | -- | -- | -- | -- | -- | -- | -- |
| Alavés           | 5  | 2  | 7  | 10 | 7  | 7  | 7  | 4  | 8  | 5  | 5  | 9  | 5  | 3  | 3  | 2  | 2  | 1  | 1  | 1  | 1  | 1  | 1  | 1  | 1  | 1  | 2  | 2  | 2  | 2  | 2  | 1  | 2  | 2  | 2  | 2  | 2  | 2  | 1  | 1  | 1  | 1  |
| Leganés          | 15 | 7  | 10 | 16 | 17 | 15 | 12 | 12 | 13 | 13 | 15 | 15 | 12 | 13 | 11 | 10 | 6  | 7  | 8  | 6  | 5  | 4  | 2  | 2  | 2  | 2  | 1  | 1  | 1  | 1  | 1  | 2  | 1  | 1  | 1  | 1  | 1  | 1  | 2  | 2  | 2  | 2  |
| Gimnàstic        | 12 | 4  | 2  | 6  | 3  | 3  | 5  | 9  | 5  | 6  | 8  | 4  | 9  | 6  | 4  | 5  | 7  | 5  | 6  | 7  | 7  | 6  | 6  | 7  | 4  | 5  | 4  | 5  | 7  | 3  | 3  | 3  | 4  | 4  | 4  | 3  | 3  | 3  | 3  | 3  | 3  | 3  |
| Girona           | 8  | 11 | 15 | 17 | 10 | 12 | 17 | 17 | 16 | 17 | 14 | 16 | 18 | 14 | 15 | 16 | 18 | 17 | 15 | 17 | 16 | 14 | 13 | 13 | 13 | 13 | 12 | 9  | 12 | 12 | 11 | 11 | 12 | 10 | 8  | 7  | 7  | 8  | 6  | 8  | 6  | 4  |
| Córdoba          | 7  | 13 | 17 | 12 | 8  | 8  | 4  | 2  | 2  | 2  | 1  | 1  | 2  | 2  | 1  | 1  | 1  | 2  | 2  | 2  | 2  | 2  | 3  | 3  | 5  | 4  | 6  | 4  | 5  | 4  | 5  | 5  | 9  | 8  | 9  | 9  | 8  | 10 | 9  | 7  | 5  | 5  |
| Osasuna          | 3  | 3  | 5  | 2  | 1  | 1  | 1  | 1  | 1  | 1  | 2  | 3  | 1  | 1  | 2  | 4  | 5  | 4  | 5  | 5  | 4  | 3  | 5  | 5  | 7  | 8  | 5  | 6  | 4  | 7  | 6  | 7  | 7  | 9  | 6  | 6  | 5  | 6  | 4  | 5  | 7  | 6  |
| Alcorcón         | 2  | 12 | 4  | 1  | 5  | 6  | 3  | 5  | 9  | 3  | 6  | 10 | 13 | 10 | 6  | 9  | 10 | 6  | 4  | 4  | 6  | 7  | 9  | 9  | 10 | 7  | 8  | 8  | 9  | 8  | 9  | 6  | 6  | 6  | 10 | 10 | 9  | 9  | 8  | 4  | 8  | 7  |
| Zaragoza         | 14 | 5  | 8  | 14 | 18 | 17 | 13 | 7  | 3  | 4  | 3  | 2  | 4  | 9  | 5  | 3  | 4  | 8  | 9  | 10 | 8  | 11 | 12 | 10 | 9  | 10 | 7  | 7  | 6  | 5  | 7  | 9  | 5  | 5  | 3  | 5  | 4  | 4  | 5  | 6  | 4  | 8  |
| Oviedo           | 11 | 19 | 11 | 5  | 9  | 11 | 11 | 6  | 4  | 8  | 11 | 13 | 8  | 4  | 8  | 7  | 3  | 3  | 3  | 3  | 3  | 5  | 4  | 4  | 3  | 3  | 3  | 3  | 3  | 6  | 4  | 4  | 3  | 3  | 5  | 4  | 6  | 5  | 7  | 9  | 9  | 9  |
| Numancia         | 1  | 1  | 1  | 3  | 4  | 4  | 2  | 3  | 6  | 7  | 10 | 7  | 11 | 11 | 12 | 12 | 14 | 15 | 13 | 15 | 14 | 15 | 14 | 14 | 14 | 14 | 15 | 15 | 15 | 15 | 15 | 15 | 15 | 15 | 14 | 13 | 14 | 11 | 14 | 11 | 12 | 10 |
| Elche            | 19 | 14 | 12 | 7  | 2  | 2  | 6  | 10 | 7  | 9  | 13 | 8  | 10 | 12 | 14 | 13 | 12 | 10 | 11 | 11 | 9  | 8  | 7  | 8  | 8  | 9  | 10 | 11 | 8  | 10 | 10 | 8  | 8  | 7  | 7  | 8  | 10 | 7  | 10 | 10 | 10 | 11 |
| Huesca           | 16 | 17 | 19 | 21 | 21 | 18 | 19 | 13 | 14 | 15 | 12 | 14 | 16 | 18 | 18 | 19 | 17 | 16 | 17 | 18 | 18 | 19 | 18 | 17 | 17 | 17 | 18 | 18 | 16 | 18 | 18 | 18 | 18 | 19 | 17 | 16 | 16 | 16 | 16 | 16 | 15 | 12 |
| Tenerife         | 22 | 22 | 22 | 22 | 19 | 14 | 16 | 16 | 18 | 19 | 19 | 19 | 17 | 15 | 16 | 14 | 13 | 14 | 16 | 14 | 13 | 13 | 15 | 15 | 15 | 15 | 13 | 14 | 14 | 14 | 14 | 13 | 13 | 11 | 12 | 12 | 11 | 13 | 12 | 12 | 11 | 13 |
| Lugo             | 10 | 6  | 9  | 4  | 6  | 6  | 8  | 14 | 11 | 12 | 9  | 5  | 6  | 7  | 9  | 11 | 8  | 9  | 10 | 8  | 10 | 9  | 10 | 12 | 12 | 12 | 14 | 12 | 10 | 11 | 8  | 10 | 11 | 13 | 11 | 11 | 13 | 14 | 11 | 13 | 13 | 14 |
| Mirandés         | 13 | 18 | 20 | 13 | 13 | 19 | 15 | 8  | 10 | 11 | 7  | 11 | 3  | 8  | 10 | 8  | 11 | 11 | 7  | 9  | 11 | 10 | 8  | 6  | 6  | 6  | 9  | 10 | 13 | 13 | 12 | 14 | 10 | 12 | 13 | 14 | 12 | 12 | 13 | 14 | 14 | 15 |
| Valladolid       | 18 | 9  | 16 | 11 | 11 | 13 | 14 | 18 | 19 | 16 | 17 | 17 | 14 | 16 | 17 | 17 | 15 | 13 | 14 | 13 | 12 | 12 | 11 | 11 | 11 | 11 | 11 | 13 | 11 | 9  | 13 | 12 | 14 | 14 | 15 | 15 | 15 | 15 | 15 | 15 | 16 | 16 |
| Mallorca         | 20 | 15 | 18 | 18 | 20 | 22 | 22 | 19 | 20 | 18 | 18 | 18 | 19 | 19 | 20 | 18 | 19 | 18 | 18 | 19 | 19 | 18 | 17 | 18 | 18 | 18 | 16 | 16 | 17 | 17 | 16 | 16 | 16 | 16 | 18 | 17 | 17 | 17 | 17 | 17 | 19 | 17 |
| Almería          | 6  | 10 | 6  | 9  | 16 | 20 | 20 | 20 | 21 | 22 | 22 | 21 | 22 | 22 | 22 | 21 | 22 | 22 | 20 | 20 | 20 | 20 | 20 | 20 | 20 | 20 | 20 | 19 | 19 | 19 | 19 | 19 | 19 | 18 | 16 | 18 | 18 | 19 | 18 | 19 | 17 | 18 |
| Ponferradina     | 4  | 8  | 3  | 8  | 12 | 9  | 10 | 11 | 12 | 10 | 4  | 6  | 7  | 5  | 7  | 6  | 9  | 12 | 12 | 12 | 15 | 16 | 16 | 16 | 16 | 16 | 17 | 17 | 18 | 16 | 17 | 17 | 17 | 17 | 19 | 19 | 19 | 18 | 19 | 18 | 18 | 19 |
| Llagostera       | 21 | 21 | 14 | 19 | 22 | 21 | 18 | 21 | 15 | 20 | 20 | 22 | 20 | 21 | 19 | 20 | 20 | 20 | 21 | 21 | 21 | 21 | 21 | 22 | 21 | 21 | 22 | 21 | 21 | 21 | 21 | 21 | 21 | 20 | 20 | 20 | 20 | 20 | 20 | 20 | 20 | 20 |
| Albacete         | 9  | 16 | 21 | 15 | 15 | 10 | 9  | 15 | 17 | 14 | 16 | 12 | 15 | 17 | 13 | 15 | 16 | 19 | 19 | 16 | 17 | 17 | 19 | 19 | 19 | 19 | 19 | 20 | 20 | 20 | 20 | 20 | 20 | 21 | 21 | 21 | 21 | 21 | 21 | 21 | 21 | 21 |
| Bilbao Ath.      | 17 | 20 | 13 | 20 | 14 | 16 | 21 | 22 | 22 | 21 | 21 | 20 | 21 | 20 | 21 | 22 | 21 | 21 | 22 | 22 | 22 | 22 | 22 | 21 | 22 | 22 | 21 | 22 | 22 | 22 | 22 | 22 | 22 | 22 | 22 | 22 | 22 | 22 | 22 | 22 | 22 | 22 |

## Resultados
Los horarios corresponden a la CET (Hora Central Europea) UTC+1 en horario estándar y UTC+2 en horario de verano.

### Primera vuelta
| A. D. Alcorcón          | 2 - 0 | R. C. D. Mallorca     | Santo Domingo         | 22 de agosto | 18:30 | Canal+ Liga 2 |
| S. D. Huesca            | 2 - 3 | Deportivo Alavés      | El Alcoraz            | 22 de agosto | 18:30 | Canal+ Liga 2 |
| U. E. Llagostera        | 0 - 2 | C. A. Osasuna         | Nou Estadi de Palamós | 22 de agosto | 18:30 | Canal+ Liga 2 |
| Córdoba C. F.           | 1 - 0 | Real Valladolid C. F. | Nuevo Arcángel        | 22 de agosto | 20:30 | Canal+ Liga 2 |
| C. D. Mirandés          | 1 - 1 | Real Zaragoza         | Anduva                | 23 de agosto | 16:30 | Canal+ Liga 2 |
| Real Oviedo             | 2 - 2 | C. D. Lugo            | Carlos Tartiere       | 23 de agosto | 16:30 | Canal+ Liga 2 |
| C. D. Numancia de Soria | 6 - 3 | C. D. Tenerife        | Los Pajaritos         | 23 de agosto | 20:30 | Canal+ Liga 2 |
| Gimnàstic de Tarragona  | 2 - 2 | Albacete Balompié     | Nou Estadi            | 23 de agosto | 20:30 | Canal+ Liga 2 |
| U. D. Almería           | 3 - 2 | C. D. Leganés         | Juegos Mediterráneos  | 23 de agosto | 20:30 | Canal+ Liga 2 |
| S. D. Ponferradina      | 2 - 0 | Elche C. F.           | El Toralín            | 23 de agosto | 20:30 | Canal+ Liga 2 |
| Bilbao Athletic         | 0 - 1 | Girona F. C.          | San Mamés             | 24 de agosto | 21:00 | Canal+ Liga 2 |

| C. D. Lugo            | 1 - 0 | U. E. Llagostera        | Anxo Carro                | 29 de agosto | 18:30 | Canal+ Liga 2 |
| Albacete Balompié     | 1 - 1 | S. D. Huesca            | Carlos Belmonte           | 29 de agosto | 20:30 | Canal+ Liga 2 |
| C. D. Leganés         | 3 - 1 | Córdoba C. F.           | Municipal de Butarque     | 29 de agosto | 20:30 | Canal+ Liga 2 |
| Girona F. C.          | 2 - 3 | C. D. Numancia de Soria | Municipal de Montilivi    | 29 de agosto | 20:30 | Canal+ Liga 2 |
| Real Zaragoza         | 3 - 2 | U. D. Almería           | La Romareda               | 29 de agosto | 22:30 | Canal+ Liga 2 |
| Deportivo Alavés      | 2 - 0 | Real Oviedo             | Mendizorroza              | 30 de agosto | 18:30 | Canal+ Liga 2 |
| C. A. Osasuna         | 1 - 0 | C. D. Mirandés          | El Sadar                  | 30 de agosto | 18:30 | Canal+ Liga 2 |
| R. C. D. Mallorca     | 1 - 0 | S. D. Ponferradina      | Iberostar Estadio         | 30 de agosto | 20:30 | Canal+ Liga 2 |
| Real Valladolid C. F. | 2 - 0 | A. D. Alcorcón          | José Zorrilla             | 30 de agosto | 20:30 | Canal+ Liga 2 |
| C. D. Tenerife        | 1 - 2 | Gimnàstic de Tarragona  | Heliodoro Rodríguez López | 30 de agosto | 20:30 | Canal+ Liga 2 |
| Elche C. F.           | 2 - 1 | Bilbao Athletic         | Manuel Martínez Valero    | 30 de agosto | 20:30 | Canal+ Liga 2 |

| C. D. Numancia de Soria | 0 - 0 | Elche C. F.           | Los Pajaritos         | 5 de septiembre | 18:00 | Canal+ Liga 2 |
| Gimnàstic de Tarragona  | 1 - 0 | Girona F. C.          | Nou Estadi            | 5 de septiembre | 18:00 | Canal+ Liga 2 |
| S. D. Huesca            | 1 - 1 | C. D. Tenerife        | El Alcoraz            | 5 de septiembre | 18:00 | Canal+ Liga 2 |
| C. D. Mirandés          | 1 - 1 | C. D. Lugo            | Anduva                | 5 de septiembre | 18:00 | Canal+ Liga 2 |
| Bilbao Athletic         | 3 - 1 | R. C. D. Mallorca     | San Mamés             | 6 de septiembre | 12:00 | Canal+ Liga 2 |
| S. D. Ponferradina      | 3 - 0 | Real Valladolid C. F. | El Toralín            | 6 de septiembre | 17:00 | Canal+ Liga 2 |
| Córdoba C. F.           | 1 - 3 | A. D. Alcorcón        | Nuevo Arcángel        | 6 de septiembre | 17:00 | Canal+ Liga 2 |
| Real Oviedo             | 3 - 1 | Albacete Balompié     | Carlos Tartiere       | 6 de septiembre | 17:00 | Canal+ Liga 2 |
| U. E. Llagostera        | 3 - 0 | Deportivo Alavés      | Nou Estadi de Palamós | 6 de septiembre | 17:00 | Canal+ Liga 2 |
| U. D. Almería           | 2 - 1 | C. A. Osasuna         | Juegos Mediterráneos  | 6 de septiembre | 19:15 | Canal+ Liga 2 |
| C. D. Leganés           | 1 - 1 | Real Zaragoza         | Municipal de Butarque | 6 de septiembre | 19:15 | Canal+ Liga 2 |

| Real Valladolid C. F. | 1 - 0 | Bilbao Athletic         | José Zorrilla             | 12 de septiembre | 18:00 | Canal+ Liga 2 |
| Deportivo Alavés      | 2 - 3 | C. D. Mirandés          | Mendizorroza              | 12 de septiembre | 18:00 | Canal+ Liga 2 |
| C. A. Osasuna         | 2 - 1 | C. D. Leganés           | El Sadar                  | 12 de septiembre | 18:00 | Canal+ Liga 2 |
| Elche C. F.           | 1 - 0 | Gimnàstic de Tarragona  | Manuel Martínez Valero    | 12 de septiembre | 18:00 | Canal+ Liga 2 |
| Real Zaragoza         | 0 - 1 | Córdoba C. F.           | La Romareda               | 12 de septiembre | 20:00 | Canal+ Liga 2 |
| Girona F. C.          | 0 - 0 | S. D. Huesca            | Municipal de Montilivi    | 13 de septiembre | 12:00 | Canal+ Liga 2 |
| R. C. D. Mallorca     | 0 - 0 | C. D. Numancia de Soria | Iberostar Estadio         | 13 de septiembre | 17:00 | Canal+ Liga 2 |
| Albacete Balompié     | 1 - 0 | U. E. Llagostera        | Carlos Belmonte           | 13 de septiembre | 17:00 | Canal+ Liga 2 |
| A. D. Alcorcón        | 1 - 0 | S. D. Ponferradina      | Santo Domingo             | 13 de septiembre | 17:00 | Canal+ Liga 2 |
| C. D. Lugo            | 1 - 0 | U. D. Almería           | Anxo Carro                | 13 de septiembre | 17:00 | Canal+ Liga 2 |
| C. D. Tenerife        | 0 - 2 | Real Oviedo             | Heliodoro Rodríguez López | 13 de septiembre | 19:00 | Canal+ Liga 2 |

| Real Oviedo             | 1 - 2 | Girona F. C.          | Carlos Tartiere         | 19 de septiembre | 16:00 | Canal+ Liga 2 |
| C. D. Leganés           | 0 - 0 | C. D. Lugo            | Municipal de Butarque   | 19 de septiembre | 18:15 | Canal+ Liga 2 |
| Bilbao Athletic         | 1 - 0 | A. D. Alcorcón        | San Mamés               | 19 de septiembre | 18:15 | Canal+ Liga 2 |
| C. D. Mirandés          | 1 - 1 | Albacete Balompié     | Anduva                  | 19 de septiembre | 18:15 | Canal+ Liga 2 |
| U. E. Llagostera        | 0 - 2 | C. D. Tenerife        | Nou Estadi de Palamós   | 19 de septiembre | 18:15 | Canal+ Liga 2 |
| Real Zaragoza           | 0 - 1 | C. A. Osasuna         | La Romareda             | 20 de septiembre | 12:00 | Canal+ Liga 2 |
| C. D. Numancia de Soria | 2 - 2 | Real Valladolid C. F. | Los Pajaritos           | 20 de septiembre | 17:00 | Canal+ Liga 2 |
| Gimnàstic de Tarragona  | 1 - 0 | R. C. D. Mallorca     | Nou Estadi de Tarragona | 20 de septiembre | 17:00 | Canal+ Liga 2 |
| S. D. Huesca            | 1 - 3 | Elche C. F.           | El Alcoraz              | 20 de septiembre | 17:00 | Canal+ Liga 2 |
| U. D. Almería           | 0 - 2 | Deportivo Alavés      | Juegos Mediterráneos    | 20 de septiembre | 17:00 | Canal+ Liga 2 |
| Córdoba C. F.           | 1 - 0 | S. D. Ponferradina    | Nuevo Arcángel          | 20 de septiembre | 19:15 | Canal+ Liga 2 |

| S. D. Ponferradina    | 1 - 0 | Bilbao Athletic         | El Toralín                | 26 de septiembre | 18:00 | Canal+ Liga 2 |
| A. D. Alcorcón        | 1 - 1 | C. D. Numancia de Soria | Santo Domingo             | 26 de septiembre | 18:00 | Canal+ Liga 2 |
| R. C. D. Mallorca     | 0 - 1 | S. D. Huesca            | Iberostar Estadio         | 26 de septiembre | 18:00 | Canal+ Liga 2 |
| C. D. Lugo            | 0 - 0 | Real Zaragoza           | Anxo Carro                | 26 de septiembre | 18:00 | Canal+ Liga 2 |
| C. A. Osasuna         | 0 - 0 | Córdoba C. F.           | El Sadar                  | 26 de septiembre | 20:15 | Canal+ Liga 2 |
| Elche C. F.           | 1 - 1 | Real Oviedo             | Manuel Martínez Valero    | 27 de septiembre | 12:00 | Canal+ Liga 2 |
| Deportivo Alavés      | 0 - 0 | C. D. Leganés           | Mendizorroza              | 27 de septiembre | 17:00 | Canal+ Liga 2 |
| Real Valladolid C. F. | 0 - 0 | Gimnàstic de Tarragona  | José Zorrilla             | 27 de septiembre | 17:00 | Canal+ Liga 2 |
| C. D. Tenerife        | 3 - 0 | C. D. Mirandés          | Heliodoro Rodríguez López | 27 de septiembre | 17:00 | Canal+ Liga 2 |
| Girona F. C.          | 2 - 2 | U. E. Llagostera        | Municipal de Montilivi    | 27 de septiembre | 17:00 | Canal+ Liga 2 |
| Albacete Balompié     | 3 - 0 | U. D. Almería           | Carlos Belmonte           | 27 de septiembre | 19:15 | Canal+ Liga 2 |

| C. D. Numancia de Soria | 1 - 0 | S. D. Ponferradina    | Los Pajaritos           | 3 de octubre | 18:00 | Canal+ Liga 2 |
| Córdoba C. F.           | 1 - 0 | Bilbao Athletic       | Nuevo Arcángel          | 3 de octubre | 18:00 | Canal+ Liga 2 |
| Gimnàstic de Tarragona  | 0 - 2 | A. D. Alcorcón        | Nou Estadi de Tarragona | 3 de octubre | 18:00 | Canal+ Liga 2 |
| U. D. Almería           | 2 - 2 | C. D. Tenerife        | Juegos Mediterráneos    | 3 de octubre | 18:00 | Canal+ Liga 2 |
| Real Zaragoza           | 1 - 0 | Deportivo Alavés      | La Romareda             | 3 de octubre | 20:15 | Canal+ Liga 2 |
| Real Oviedo             | 1 - 1 | R. C. D. Mallorca     | Carlos Tartiere         | 4 de octubre | 12:00 | Canal+ Liga 2 |
| C. A. Osasuna           | 4 - 0 | C. D. Lugo            | El Sadar                | 4 de octubre | 17:00 | Canal+ Liga 2 |
| C. D. Leganés           | 3 - 2 | Albacete Balompié     | Municipal de Butarque   | 4 de octubre | 17:00 | Canal+ Liga 2 |
| C. D. Mirandés          | 1 - 0 | Girona F. C.          | Municipal de Anduva     | 4 de octubre | 17:00 | Canal+ Liga 2 |
| U. E. Llagostera        | 4 - 1 | Elche C. F.           | Nou Estadi de Palamós   | 4 de octubre | 17:00 | Canal+ Liga 2 |
| S. D. Huesca            | 1 - 1 | Real Valladolid C. F. | El Alcoraz              | 4 de octubre | 19:15 | Canal+ Liga 2 |

| C. D. Tenerife        | 0 - 0 | C. D. Leganés           | Heliodoro Rodríguez López | 10 de octubre | 18:00 | Canal+ Liga 2 |
| Elche C. F.           | 1 - 4 | C. D. Mirandés          | Manuel Martínez Valero    | 10 de octubre | 18:00 | Canal+ Liga 2 |
| S. D. Ponferradina    | 2 - 2 | Gimnàstic de Tarragona  | El Toralín                | 10 de octubre | 18:00 | Canal+ Liga 2 |
| Bilbao Athletic       | 0 - 0 | C. D. Numancia de Soria | San Mamés                 | 10 de octubre | 18:00 | Canal+ Liga 2 |
| Deportivo Alavés      | 3 - 0 | C. A. Osasuna           | Mendizorroza              | 10 de octubre | 20:15 | Canal+ Liga 2 |
| Real Valladolid C. F. | 2 - 3 | Real Oviedo             | José Zorrilla             | 11 de octubre | 12:00 | Canal+ Liga 2 |
| R. C. D. Mallorca     | 1 - 0 | U. E. Llagostera        | Iberostar Estadio         | 11 de octubre | 17:00 | Canal+ Liga 2 |
| Albacete Balompié     | 1 - 3 | Real Zaragoza           | Carlos Belmonte           | 11 de octubre | 17:00 | Canal+ Liga 2 |
| A. D. Alcorcón        | 0 - 1 | S. D. Huesca            | Santo Domingo             | 11 de octubre | 17:00 | Canal+ Liga 2 |
| C. D. Lugo            | 1 - 2 | Córdoba C. F.           | Anxo Carro                | 11 de octubre | 17:00 | Canal+ Liga 2 |
| Girona F. C.          | 1 - 1 | U. D. Almería           | Municipal de Montilivi    | 11 de octubre | 19:15 | Canal+ Liga 2 |

| Real Oviedo           | 3 - 2 | A. D. Alcorcón          | Carlos Tartiere         | 17 de octubre | 18:00 | Canal+ Liga 2 |
| Gimàstic de Tarragona | 2 - 1 | Bilbao Athletic         | Nou Estadi de Tarragona | 17 de octubre | 18:00 | Canal+ Liga 2 |
| C. D. Leganés         | 2 - 2 | Girona F. C.            | Municipal de Butarque   | 17 de octubre | 18:00 | Canal+ Liga 2 |
| C. D. Mirandés        | 2 - 2 | R. C. D. Mallorca       | Anduva                  | 17 de octubre | 18:00 | Canal+ Liga 2 |
| C. A. Osasuna         | 1 - 0 | Albacete Balompié       | El Sadar                | 17 de octubre | 20:15 | Canal+ Liga 2 |
| U. D. Almería         | 2 - 3 | Elche C. F.             | Juegos Mediterráneos    | 18 de octubre | 12:00 | Canal+ Liga 2 |
| Córdoba C. F.         | 3 - 2 | C. D. Numancia de Soria | Nuevo Arcángel          | 18 de octubre | 17:00 | Canal+ Liga 2 |
| S. D. Huesca          | 1 - 1 | S. D. Ponferradina      | El Alcoraz              | 18 de octubre | 17:00 | Canal+ Liga 2 |
| C. D. Lugo            | 1 - 0 | Deportivo Alavés        | Anxo Carro              | 18 de octubre | 17:00 | Canal+ Liga 2 |
| U. E. Llagostera      | 3 - 1 | Real Valladolid C. F.   | Nou Estadi de Palamós   | 18 de octubre | 17:00 | Canal+ Liga 2 |
| Real Zaragoza         | 2 - 0 | C. D. Tenerife          | La Romareda             | 18 de octubre | 18:15 | Canal+ Liga 2 |

| Deportivo Alavés        | 3 - 2 | Córdoba C. F.          | Mendizorroza              | 24 de octubre | 18:00 | Canal+ Liga 2 |
| Elche C. F.             | 0 - 0 | C. D. Leganés          | Manuel Martínez Valero    | 24 de octubre | 18:00 | Canal+ Liga 2 |
| A. D. Alcorcón          | 6 - 1 | U. E. Llagostera       | Santo Domingo             | 24 de octubre | 18:00 | Canal+ Liga 2 |
| Bilbao Athletic         | 0 - 0 | S. D. Huesca           | San Mamés                 | 24 de octubre | 18:00 | Canal+ Liga 2 |
| Girona F. C.            | 0 - 0 | Real Zaragoza          | Municipal de Montilivi    | 24 de octubre | 20:15 | Canal+ Liga 2 |
| R. C. D. Mallorca       | 1 - 0 | U. D. Almería          | Iberostar Estadio         | 25 de octubre | 12:00 | Canal+ Liga 2 |
| Albacete Balompié       | 2 - 0 | C. D. Lugo             | Carlos Belmonte           | 25 de octubre | 17:00 | Canal+ Liga 2 |
| C. D. Numancia de Soria | 1 - 1 | Gimnàstic de Tarragona | Los Pajaritos             | 25 de octubre | 17:00 | Canal+ Liga 2 |
| S. D. Ponferradina      | 4 - 2 | Real Oviedo            | El Toralín                | 25 de octubre | 17:00 | Canal+ Liga 2 |
| Real Valladolid         | 2 - 1 | C. D. Mirandés         | José Zorrilla             | 25 de octubre | 17:00 | Canal+ Liga 2 |
| C. D. Tenerife          | 2 - 2 | C. A. Osasuna          | Heliodoro Rodríguez López | 25 de octubre | 19:15 | Canal+ Liga 2 |

| Córdoba C. F.    | 2 - 0 | Gimnàstic de Tarragona | Nuevo Arcángel        | 31 de octubre  | 18:00 | Canal+ Liga 2 |
| S. D. Huesca     | 2 - 0 | C. D. Numancia         | El Alcoraz            | 31 de octubre  | 18:00 | Canal+ Liga 2 |
| U. E. Llagostera | 0 - 1 | S. D. Ponferradina     | Nou Estadi de Palamós | 31 de octubre  | 18:00 | Canal+ Liga 2 |
| C. D. Lugo       | 2 - 0 | C. D. Tenerife         | Anxo Carro            | 31 de octubre  | 18:00 | Canal+ Liga 2 |
| C. D. Mirandés   | 3 - 0 | A. D. Alcorcón         | Anduva                | 31 de octubre  | 20:15 | Canal+ Liga 2 |
| Real Zaragoza    | 2 - 0 | Elche C. F.            | La Romareda           | 1 de noviembre | 12:00 | Canal+ Liga 2 |
| Deportivo Alavés | 1 - 1 | Albacete Balompié      | Mendizorroza          | 1 de noviembre | 17:00 | Canal+ Liga 2 |
| C. D. Leganés    | 0 - 0 | R. C. D. Mallorca      | Butarque              | 1 de noviembre | 17:00 | Canal+ Liga 2 |
| C. A. Osasuna    | 0 - 1 | Girona F. C.           | El Sadar              | 1 de noviembre | 17:00 | Canal+ Liga 2 |
| Real Oviedo      | 0 - 0 | Bilbao Athletic        | Carlos Tartiere       | 1 de noviembre | 17:00 | Canal+ Liga 2 |
| U. D. Almería    | 1 - 1 | Real Valladolid C. F.  | Juegos Mediterráneos  | 1 de noviembre | 19:15 | Canal+ Liga 2 |

| Real Valladolid C. F.   | 1 - 1 | C. D. Leganés         | José Zorrilla             | 7 de noviembre | 18:00 | Canal+ Liga 2 |
| C. D. Tenerife          | 2 - 0 | Deportivo Alavés      | Heliodoro Rodríguez López | 7 de noviembre | 18:00 | Canal+ Liga 2 |
| S. D. Ponferradina      | 2 - 2 | C. D. Mirandés        | El Toralín                | 7 de noviembre | 18:00 | Canal+ Liga 2 |
| R. C. D. Mallorca       | 0 - 0 | Real Zaragoza         | Iberostar Estadio         | 7 de noviembre | 20:15 | Canal+ Liga 2 |
| Elche C. F.             | 2 - 1 | Club Atlético Osasuna | Manuel Martínez Valero    | 8 de noviembre | 12:00 | Canal+ Liga 2 |
| Albacete Balompié       | 2 - 0 | Córdoba C. F.         | Carlos Belmonte           | 8 de noviembre | 17:00 | Canal+ Liga 2 |
| Girona F. C.            | 0 - 1 | C. D. Lugo            | Municipal de Montilivi    | 8 de noviembre | 17:00 | Canal+ Liga 2 |
| Gimnàstic de Tarragona  | 2 - 0 | S. D. Huesca          | Nou Estadi de Tarragona   | 8 de noviembre | 17:00 | Canal+ Liga 2 |
| C. D. Numancia de Soria | 1 - 0 | Real Oviedo           | Los Pajaritos             | 8 de noviembre | 17:00 | Canal+ Liga 2 |
| A. D. Alcorcón          | 0 - 0 | U. D. Almería         | Santo Domingo             | 8 de noviembre | 19:15 | Canal+ Liga 2 |
| Bilbao Athletic         | 2 - 0 | U. E. Llagostera      | San Mamés                 | 9 de noviembre | 20:30 | Canal+ Liga 2 |

| Deportivo Alavés  | 1 - 0 | Girona F. C.            | Mendizorroza          | 14 de noviembre | 18:00 | Canal+ Liga 2 |
| Albacete Balompié | 1 - 2 | C. D. Tenerife          | Carlos Belmonte       | 14 de noviembre | 18:00 | Canal+ Liga 2 |
| C. D. Leganés     | 3 - 0 | A. D. Alcorcón          | Municipal de Butarque | 14 de noviembre | 18:00 | Canal+ Liga 2 |
| C. D. Mirandés    | 3 - 0 | Bilbao Athletic         | Anduva                | 14 de noviembre | 18:00 | Canal+ Liga 2 |
| C. D. Lugo        | 1 - 1 | Elche C. F.             | Anxo Carro            | 14 de noviembre | 19:15 | Canal+ Liga 2 |
| Real Zaragoza     | 0 - 2 | Real Valladolid C. F.   | La Romareda           | 15 de noviembre | 12:00 | Canal+ Liga 2 |
| Real Oviedo       | 2 - 0 | Gimnàstic de Tarragona  | Carlos Tartiere       | 15 de noviembre | 17:00 | Canal+ Liga 2 |
| Córdoba C. F.     | 1 - 1 | S. D. Huesca            | Nuevo Arcángel        | 15 de noviembre | 17:00 | Canal+ Liga 2 |
| U. D. Almería     | 1 - 1 | S. D. Ponferradina      | Juegos Mediterráneos  | 15 de noviembre | 17:00 | Canal+ Liga 2 |
| U. E. Llagostera  | 2 - 1 | C. D. Numancia de Soria | Nou Estadi de Palamós | 15 de noviembre | 17:00 | Canal+ Liga 2 |
| C. A. Osasuna     | 2 - 1 | R. C. D. Mallorca       | El Sadar              | 15 de noviembre | 19:15 | Canal+ Liga 2 |

| R. C. D. Mallorca       | 1 - 1 | C. D. Lugo        | Iberostar Estadio         | 21 de noviembre | 16:00 | Canal+ Liga 2 |
| C. D. Numancia de Soria | 2 - 2 | C. D. Mirandés    | Los Pajaritos             | 21 de noviembre | 16:00 | Canal+ Liga 2 |
| Bilbao Athletic         | 0 - 0 | U. D. Almería     | San Mamés                 | 21 de noviembre | 16:00 | Canal+ Liga 2 |
| S. D. Huesca            | 0 - 1 | Real Oviedo       | El Alcoraz                | 21 de noviembre | 16:00 | Canal+ Liga 2 |
| Elche C. F.             | 0 - 1 | Deportivo Alavés  | Manuel Martínez Valero    | 21 de noviembre | 19:15 | Canal+ Liga 2 |
| Real Valladolid C. F.   | 0 - 1 | C. A. Osasuna     | José Zorrilla             | 22 de noviembre | 12:00 | Canal+ Liga 2 |
| Girona F. C.            | 3 - 0 | Albacete Balompié | Municipal de Montilivi    | 22 de noviembre | 17:00 | Canal+ Liga 2 |
| Gimnàstic de Tarragona  | 2 - 0 | U. E. Llagostera  | Nou Estadi de Tarragona   | 22 de noviembre | 17:00 | Canal+ Liga 2 |
| S. D. Ponferradina      | 1 - 0 | C. D. Leganés     | El Toralín                | 22 de noviembre | 17:00 | Canal+ Liga 2 |
| C. D. Tenerife          | 1 - 1 | Córdoba C. F.     | Heliodoro Rodríguez López | 22 de noviembre | 17:00 | Canal+ Liga 2 |
| A. D. Alcorcón          | 1 - 0 | Real Zaragoza     | Santo Domingo             | 22 de noviembre | 19:15 | Canal+ Liga 2 |

| C. A. Osasuna     | 1 - 2 | A. D. Alcorcón          | El Sadar                  | 28 de noviembre | 18:00 | Canal+ Liga 2 |
| C. D. Leganés     | 1 - 0 | Bilbao Athletic         | Municipal de Butarque     | 28 de noviembre | 18:00 | Canal+ Liga 2 |
| U. D. Almería     | 1 - 1 | C. D. Numancia de Soria | Juegos Mediterráneos      | 28 de noviembre | 18:00 | Canal+ Liga 2 |
| U. E. Llagostera  | 2 - 0 | S. D. Huesca            | Nou Estadi de Palamós     | 28 de noviembre | 18:00 | Canal+ Liga 2 |
| Deportivo Alavés  | 1 - 0 | R. C. D. Mallorca       | Mendizorroza              | 28 de noviembre | 20:15 | Canal+ Liga 2 |
| C. D. Lugo        | 1 - 1 | Real Valladolid C. F.   | Anxo Carro                | 29 de noviembre | 12:00 | Canal+ Liga 2 |
| Albacete Balompié | 1 - 0 | Elche C. F.             | Carlos Belmonte           | 29 de noviembre | 17:00 | Canal+ Liga 2 |
| C. D. Mirandés    | 0 - 1 | Gimnàstic de Tarragona  | Anduva                    | 29 de noviembre | 17:00 | Canal+ Liga 2 |
| Real Zaragoza     | 2 - 0 | S. D. Ponferradina      | La Romareda               | 29 de noviembre | 17:00 | Canal+ Liga 2 |
| C. D. Tenerife    | 1 - 1 | Girona F. C.            | Heliodoro Rodríguez López | 29 de noviembre | 17:00 | Canal+ Liga 2 |
| Córdoba C. F.     | 2 - 1 | Real Oviedo             | Nuevo Arcángel            | 29 de noviembre | 19:15 | Canal+ Liga 2 |

| Real Valladolid C. F.   | 1 - 2 | Deportivo Alavés  | José Zorrilla           | 5 de diciembre | 18:00 | Canal+ Liga 2 |
| Elche C. F.             | 0 - 0 | C. D. Tenerife    | Manuel Martínez Valero  | 5 de diciembre | 18:00 | Canal+ Liga 2 |
| A. D. Alcorcón          | 1 - 1 | C. D. Lugo        | Santo Domingo           | 5 de diciembre | 18:00 | Canal+ Liga 2 |
| Gimnàstic de Tarragona  | 2 - 2 | U. D. Almería     | Nou Estadi de Tarragona | 5 de diciembre | 20:15 | Canal+ Liga 2 |
| S. D. Ponferradina      | 3 - 0 | C. A. Osasuna     | El Alcoraz              | 6 de diciembre | 12:00 | Canal+ Liga 2 |
| S. D. Huesca            | 1 - 2 | C. D. Mirandés    | El Toralín              | 6 de diciembre | 17:00 | Canal+ Liga 2 |
| R. C. D. Mallorca       | 2 - 0 | Albacete Balompié | Iberostar Estadio       | 6 de diciembre | 17:00 | Canal+ Liga 2 |
| C. D. Numancia de Soria | 1 - 2 | C. D. Leganés     | Los Pajaritos           | 6 de diciembre | 17:00 | Canal+ Liga 2 |
| Real Oviedo             | 2 - 1 | U. E. Llagostera  | Carlos Tartiere         | 6 de diciembre | 17:00 | Canal+ Liga 2 |
| Girona F. C.            | 1 - 2 | Córdoba C. F.     | Municipal de Montilivi  | 6 de diciembre | 19:15 | Canal+ Liga 2 |
| Bilbao Athletic         | 0 - 1 | Real Zaragoza     | San Mamés               | 7 de diciembre | 20:30 | Canal+ Liga 2 |

| Deportivo Alavés  | 1 - 1 | A. D. Alcorcón          | Mendizorroza              | 12 de diciembre | 18:00 | Canal+ Liga 2 |
| Córdoba C. F.     | 2 - 0 | U. E. Llagostera        | Nuevo Arcángel            | 12 de diciembre | 18:00 | Canal+ Liga 2 |
| Girona F. C.      | 0 - 1 | Elche C. F.             | Municipal de Montilivi    | 12 de diciembre | 18:00 | Canal+ Liga 2 |
| C. D. Lugo        | 3 - 1 | S. D. Ponferradina      | Anxo Carro                | 12 de diciembre | 18:00 | Canal+ Liga 2 |
| C. D. Tenerife    | 2 - 1 | R. C. D. Mallorca       | Heliodoro Rodríguez López | 12 de diciembre | 20:15 | Canal+ Liga 2 |
| Real Zaragoza     | 2 - 2 | C. D. Numancia de Soria | La Romareda               | 13 de diciembre | 12:00 | Canal+ Liga 2 |
| Albacete Balompié | 0 - 1 | Real Valladolid C. F.   | Carlos Belmonte           | 13 de diciembre | 17:00 | Canal+ Liga 2 |
| U. D. Almería     | 1 - 2 | S. D. Huesca            | Juegos Mediterráneos      | 13 de diciembre | 17:00 | Canal+ Liga 2 |
| C. D. Leganés     | 1 - 0 | Gimnàstic de Tarragona  | Municipal Butarque        | 13 de diciembre | 17:00 | Canal+ Liga 2 |
| C. A. Osasuna     | 1 - 1 | Bilbao Athletic         | El Sadar                  | 13 de diciembre | 17:00 | Canal+ Liga 2 |
| C. D. Mirandés    | 1 - 2 | Real Oviedo             | Anduva                    | 13 de diciembre | 19:15 | Canal+ Liga 2 |

| Elche C. F.             | 2 - 1 | Córdoba C. F.     | Manuel Martínez Valero  | 18 de diciembre | 20:30 | Canal+ Liga 2 |
| R. C. D. Mallorca       | 1 - 1 | Girona F. C.      | Iberostar Estadio       | 19 de diciembre | 18:00 | Canal+ Liga 2 |
| Gimnàstic de Tarragona  | 3 - 1 | Real Zaragoza     | Nou Estadi de Tarragona | 19 de diciembre | 18:00 | Canal+ Liga 2 |
| S. D. Ponferradina      | 0 - 1 | Deportivo Alavés  | El Toralín              | 19 de diciembre | 18:00 | Canal+ Liga 2 |
| C. D. Numancia de Soria | 1 - 3 | C. A. Osasuna     | Los Pajaritos           | 19 de diciembre | 20:15 | Canal+ Liga 2 |
| Real Valladolid C. F.   | 4 - 1 | C. D. Tenerife    | José Zorrilla           | 20 de diciembre | 17:00 | Canal+ Liga 2 |
| S. D. Huesca            | 1 - 1 | C. D. Leganés     | El Alcoraz              | 20 de diciembre | 17:00 | Canal+ Liga 2 |
| A. D. Alcorcón          | 1 - 0 | Albacete Balompié | Santo Domingo           | 20 de diciembre | 17:00 | Canal+ Liga 2 |
| U. E. Llagostera        | 0 - 0 | C. D. Mirandés    | Nou Estadi de Palamós   | 20 de diciembre | 17:00 | Canal+ Liga 2 |
| Real Oviedo             | 1 - 0 | U. D. Almería     | Carlos Tartiere         | 20 de diciembre | 19:15 | Canal+ Liga 2 |
| Bilbao Athletic         | 1 - 1 | C. D. Lugo        | San Mamés               | 21 de diciembre | 20:30 | Canal+ Liga 2 |

| Deportivo Alavés  | 3 - 0 | Bilbao Athletic         | Mendizorroza              | 2 de enero | 18:00 | Canal+ Liga 2 |
| C. A. Osasuna     | 1 - 1 | Gimnàstic de Tarragona  | El Sadar                  | 2 de enero | 18:00 | Canal+ Liga 2 |
| Elche C. F.       | 1 - 1 | R. C. D. Mallorca       | Manuel Martínez Valero    | 2 de enero | 20:15 | Canal+ Liga 2 |
| Córdoba C. F.     | 1 - 2 | C. D. Mirandés          | Nuevo Arcángel            | 3 de enero | 12:00 | Canal+ Liga 2 |
| Albacete Balompié | 2 - 2 | S. D. Ponferradina      | Carlos Belmonte           | 3 de enero | 17:00 | Canal+ Liga 2 |
| C. D. Leganés     | 1 - 1 | Real Oviedo             | Municipal de Butarque     | 3 de enero | 17:00 | Canal+ Liga 2 |
| C. D. Lugo        | 2 - 3 | C. D. Numancia de Soria | Anxo Carro                | 3 de enero | 17:00 | Canal+ Liga 2 |
| U. D. Almería     | 2 - 1 | U. E. Llagostera        | Juegos Mediterráneos      | 3 de enero | 17:00 | Canal+ Liga 2 |
| Real Zaragoza     | 3 - 3 | S. D. Huesca            | La Romareda               | 3 de enero | 19:15 | Canal+ Liga 2 |
| Girona F. C.      | 1 - 0 | Real Valladolid C. F.   | Municipal de Montilivi    | 4 de enero | 20:30 | Canal+ Liga 2 |
| C. D. Tenerife    | 1 - 2 | A. D. Alcorcón          | Heliodoro Rodríguez López | 4 de enero | 20:30 | Canal+ Liga 2 |

| Real Valladolid C. F.   | 1 - 1 | Elche C. F.       | José Zorrilla           | 9 de enero  | 18:00 | Canal+ Liga 2 |
| A. D. Alcorcón          | 1 - 0 | Girona F. C.      | Santo Domingo           | 9 de enero  | 18:00 | Canal+ Liga 2 |
| Gimnàstic de Tarragona  | 1 - 2 | C. D. Lugo        | Nou Estadi de Tarragona | 9 de enero  | 18:00 | Canal+ Liga 2 |
| C. D. Mirandés          | 1 - 1 | U. D. Almería     | Anduva                  | 9 de enero  | 18:00 | Canal+ Liga 2 |
| C. D. Numancia de Soria | 0 - 1 | Deportivo Alavés  | Los Pajaritos           | 9 de enero  | 20:15 | Canal+ Liga 2 |
| Real Oviedo             | 1 - 0 | Real Zaragoza     | Carlos Tartiere         | 10 de enero | 12:00 | Canal+ Liga 2 |
| S. D. Huesca            | 0 - 1 | C. A. Osasuna     | El Alcoraz              | 10 de enero | 17:00 | Canal+ Liga 2 |
| Bilbao Athletic         | 0 - 1 | Albacete Balompié | San Mamés               | 10 de enero | 17:00 | Canal+ Liga 2 |
| S. D. Ponferradina      | 0 - 1 | C. D. Tenerife    | El Toralín              | 10 de enero | 17:00 | Canal+ Liga 2 |
| U. E. Llagostera        | 0 - 1 | C. D. Leganés     | Nou Estadi de Palamós   | 10 de enero | 17:00 | Canal+ Liga 2 |
| Córdoba C. F.           | 3 - 1 | R. C. D. Mallorca | Nuevo Arcángel          | 10 de enero | 19:15 | Canal+ Liga 2 |

| Real Zaragoza     | 1 - 0 | U. E. Llagostera        | La Romareda               | 16 de enero | 18:00 | Canal+ Liga 2 |
| C. D. Tenerife    | 2 - 0 | Bilbao Athletic         | Heliodoro Rodríguez López | 16 de enero | 18:00 | Canal+ Liga 2 |
| Albacete Balompié | 0 - 2 | C. D. Numancia de Soria | Carlos Belmonte           | 16 de enero | 18:00 | Canal+ Liga 2 |
| Elche C. F.       | 2 - 0 | A. D. Alcorcón          | Manuel Martínez Valero    | 16 de enero | 18:00 | Canal+ Liga 2 |
| C. A. Osasuna     | 0 - 0 | Real Oviedo             | El Sadar                  | 16 de enero | 20:15 | Canal+ Liga 2 |
| R. C. D. Mallorca | 0 - 1 | Real Valladolid C. F.   | Iberostar Estadio         | 17 de enero | 12:00 | Canal+ Liga 2 |
| Deportivo Alavés  | 1 - 3 | Gimnàstic de Tarragona  | Mendizorroza              | 17 de enero | 17:00 | Canal+ Liga 2 |
| Girona F. C.      | 4 - 0 | S. D. Ponferradina      | Municipal de Montilivi    | 17 de enero | 17:00 | Canal+ Liga 2 |
| C. D. Leganés     | 4 - 0 | C. D. Mirandés          | Municipal de Butarque     | 17 de enero | 17:00 | Canal+ Liga 2 |
| C. D. Lugo        | 1 - 1 | S. D. Huesca            | Anxo Carro                | 17 de enero | 17:00 | Canal+ Liga 2 |
| U. D. Almería     | 0 - 1 | Córdoba C. F.           | Juegos Mediterráneos      | 17 de enero | 19:15 | Canal+ Liga 2 |

### Segunda vuelta
| Deportivo Alavés      | 1 - 0 | S. D. Huesca            | Mendizorroza              | 23 de enero | 18:00 | Canal+ Liga 2 |
| R. C. D. Mallorca     | 1 - 0 | A. D. Alcorcón          | Iberostar Estadio         | 23 de enero | 18:00 | Canal+ Liga 2 |
| Girona F. C.          | 2 - 1 | Bilbao Athletic         | Municipal de Montilivi    | 23 de enero | 18:00 | Canal+ Liga 2 |
| C. D. Lugo            | 2 - 2 | Real Oviedo             | Anxo Carro                | 23 de enero | 18:00 | Canal+ Liga 2 |
| C. D. Leganés         | 2 - 1 | U. D. Almería           | Municipal de Butarque     | 23 de enero | 20:15 | Canal+ Liga 2 |
| Real Valladolid C. F. | 2 - 0 | Córdoba C. F.           | José Zorrilla             | 24 de enero | 12:00 | Canal+ Liga 2 |
| Real Zaragoza         | 1 - 2 | C. D. Mirandés          | La Romareda               | 24 de enero | 17:00 | Canal+ Liga 2 |
| C. A. Osasuna         | 3 - 0 | U. E. Llagostera        | El Sadar                  | 24 de enero | 17:00 | Canal+ Liga 2 |
| C. D. Tenerife        | 0 - 0 | C. D. Numancia de Soria | Heliodoro Rodríguez López | 24 de enero | 17:00 | Canal+ Liga 2 |
| Albacete Balompié     | 1 - 1 | Gimnàstic de Tarragona  | Carlos Belmonte           | 24 de enero | 17:00 | Canal+ Liga 2 |
| Elche C. F.           | 1 - 0 | S. D. Ponferradina      | Manuel Martínez Valero    | 24 de enero | 19:15 | Canal+ Liga 2 |

| Córdoba C. F.           | 2 - 3 | C. D. Leganés         | Nuevo Arcángel          | 30 de enero | 18:00 | Canal+ Liga 2 |
| S. D. Huesca            | 3 - 1 | Albacete Balompié     | El Alcoraz              | 30 de enero | 18:00 | Canal+ Liga 2 |
| U. E. Llagostera        | 0 - 0 | C. D. Lugo            | Nou Estadi de Palamós   | 30 de enero | 18:00 | Canal+ Liga 2 |
| A. D. Alcorcón          | 0 - 0 | Real Valladolid C. F. | Santo Domingo           | 30 de enero | 18:00 | Canal+ Liga 2 |
| Real Oviedo             | 1 - 1 | Deportivo Alavés      | Carlos Tartiere         | 30 de enero | 20:15 | Canal+ Liga 2 |
| U. D. Almería           | 2 - 1 | Real Zaragoza         | Juegos Mediterráneos    | 31 de enero | 12:00 | Canal+ Liga 2 |
| C. D. Numancia de Soria | 1 - 1 | Girona F. C.          | Los Pajaritos           | 31 de enero | 17:00 | Canal+ Liga 2 |
| Gimnàstic de Tarragona  | 2 - 1 | C. D. Tenerife        | Nou Estadi de Tarragona | 31 de enero | 17:00 | Canal+ Liga 2 |
| S. D. Ponferradina      | 0 - 2 | R. C. D. Mallorca     | El Toralín              | 31 de enero | 17:00 | Canal+ Liga 2 |
| Bilbao Athletic         | 0 - 1 | Elche C. F.           | San Mamés               | 31 de enero | 17:00 | Canal+ Liga 2 |
| C. D. Mirandés          | 4 - 0 | C. A. Osasuna         | Anduva                  | 31 de enero | 19:15 | Canal+ Liga 2 |

| Real Zaragoza         | 1 - 0 | C. D. Leganés           | La Romareda               | 6 de febrero | 18:00 | Canal+ Liga 2 |
| Real Valladolid C. F. | 0 - 0 | S. D. Ponferradina      | José Zorrilla             | 6 de febrero | 18:00 | Canal+ Liga 2 |
| C. D. Tenerife        | 1 - 1 | S. D. Huesca            | Heliodoro Rodríguez López | 6 de febrero | 18:00 | Canal+ Liga 2 |
| Albacete Balompié     | 2 - 2 | Real Oviedo             | Carlos Belmonte           | 6 de febrero | 18:00 | Canal+ Liga 2 |
| Elche C. F.           | 0 - 0 | C. D. Numancia de Soria | Manuel Martínez Valero    | 6 de febrero | 20:15 | Canal+ Liga 2 |
| A. D. Alcorcón        | 3 - 3 | Córdoba C. F.           | Santo Domingo             | 7 de febrero | 12:00 | Canal+ Liga 2 |
| Girona F. C.          | 1 - 1 | Gimnàstic de Tarragona  | Municipal de Montilivi    | 7 de febrero | 17:00 | Canal+ Liga 2 |
| R. C. D. Mallorca     | 2 - 3 | Bilbao Athletic         | Iberostar Estadio         | 7 de febrero | 17:00 | Canal+ Liga 2 |
| C. D. Lugo            | 1 - 4 | C. D. Mirandés          | Anxo Carro                | 7 de febrero | 17:00 | Canal+ Liga 2 |
| Deportivo Alavés      | 1 - 0 | U. E. Llagostera        | Mendizorroza              | 7 de febrero | 17:00 | Canal+ Liga 2 |
| C. A. Osasuna         | 0 - 0 | U. D. Almería           | El Sadar                  | 7 de febrero | 19:15 | Canal+ Liga 2 |

| Bilbao Athletic         | 0 - 1 | Real Valladolid C. F. | San Mamés               | 13 de febrero | 18:00 | Canal+ Liga 2 |
| Gimnàstic de Tarragona  | 1 - 0 | Elche C. F.           | Nou Estadi de Tarragona | 13 de febrero | 18:00 | Canal+ Liga 2 |
| U. D. Almería           | 0 - 2 | C. D. Lugo            | Juegos Mediterráneos    | 13 de febrero | 18:00 | Canal+ Liga 2 |
| S. D. Ponferradina      | 0 - 0 | A. D. Alcorcón        | El Toralín              | 13 de febrero | 18:00 | Canal+ Liga 2 |
| C. D. Mirandés          | 0 - 0 | Deportivo Alavés      | Anduva                  | 13 de febrero | 20:15 | Canal+ Liga 2 |
| Córdoba C. F.           | 0 - 2 | Real Zaragoza         | Nuevo Arcángel          | 14 de febrero | 12:00 | Canal+ Liga 2 |
| C. D. Leganés           | 2 - 0 | C. A. Osasuna         | Municipal de Butarque   | 14 de febrero | 17:00 | Canal+ Liga 2 |
| Real Oviedo             | 1 - 0 | C. D. Tenerife        | Carlos Tartiere         | 14 de febrero | 17:00 | Canal+ Liga 2 |
| S. D. Huesca            | 0 - 1 | Girona F. C.          | El Alcoraz              | 14 de febrero | 17:00 | Canal+ Liga 2 |
| U. E. Llagostera        | 2 - 0 | Albacete Balompié     | Nou Estadi de Palamós   | 14 de febrero | 17:00 | Canal+ Liga 2 |
| C. D. Numancia de Soria | 2 - 0 | R. C. D. Mallorca     | Los Pajaritos           | 14 de febrero | 19:15 | Canal+ Liga 2 |

| R. C. D. Mallorca     | 2 - 2 | Gimnàstic de Tarragona  | Iberostar Estadio         | 20 de febrero | 18:00 | Canal+ Liga 2 |
| Albacete Balompié     | 1 - 1 | C. D. Mirandés          | Carlos Belmonte           | 20 de febrero | 18:00 | Canal+ Liga 2 |
| A. D. Alcorcón        | 1 - 0 | Bilbao Athletic         | Santo Domingo             | 20 de febrero | 18:00 | Canal+ Liga 2 |
| C. D. Lugo            | 1 - 2 | C. D. Leganés           | Anxo Carro                | 20 de febrero | 18:00 | Canal+ Liga 2 |
| S. D. Ponferradina    | 1 - 3 | Córdoba C. F.           | El Toralín                | 20 de febrero | 20:15 | Canal+ Liga 2 |
| Deportivo Alavés      | 1 - 1 | U. D. Almería           | Mendizorroza              | 21 de febrero | 12:00 | Canal+ Liga 2 |
| Real Valladolid C. F. | 2 - 2 | C. D. Numancia de Soria | José Zorrilla             | 21 de febrero | 17:00 | Canal+ Liga 2 |
| C. D. Tenerife        | 3 - 1 | U. E. Llagostera        | Heliodoro Rodríguez López | 21 de febrero | 17:00 | Canal+ Liga 2 |
| Girona F. C.          | 1 - 1 | Real Oviedo             | Municipal de Montilivi    | 21 de febrero | 17:00 | Canal+ Liga 2 |
| Elche C. F.           | 1 - 1 | S. D. Huesca            | Manuel Martínez Valero    | 21 de febrero | 17:00 | Canal+ Liga 2 |
| C. A. Osasuna         | 1 - 1 | Real Zaragoza           | El Sadar                  | 21 de febrero | 19:15 | Canal+ Liga 2 |

| Bilbao Athletic         | 4 - 2 | S. D. Ponferradina    | San Mamés               | 27 de febrero | 18:00 | Canal+ Liga 2 |
| C. D. Numancia de Soria | 1 - 1 | A. D. Alcorcón        | Los Pajaritos           | 27 de febrero | 18:00 | Canal+ Liga 2 |
| U. E. Llagostera        | 0 - 1 | Girona F. C.          | Nou Estadi de Palamós   | 27 de febrero | 18:00 | Canal+ Liga 2 |
| Córdoba C. F.           | 0 - 1 | C. A. Osasuna         | Nuevo Arcángel          | 27 de febrero | 20:15 | Canal+ Liga 2 |
| C. D. Leganés           | 2 - 0 | Deportivo Alavés      | Municipal de Butarque   | 28 de febrero | 12:00 | Canal+ Liga 2 |
| C. D. Mirandés          | 1 - 2 | C. D. Tenerife        | Anduva                  | 28 de febrero | 17:00 | Canal+ Liga 2 |
| Real Zaragoza           | 3 - 1 | C. D. Lugo            | La Romareda             | 28 de febrero | 17:00 | Canal+ Liga 2 |
| Gimnàstic de Tarragona  | 1 - 1 | Real Valladolid C. F. | Nou Estadi de Tarragona | 28 de febrero | 17:00 | Canal+ Liga 2 |
| U. D. Almería           | 1 - 0 | Albacete Balompié     | Juegos Mediterráneos    | 28 de febrero | 17:00 | Canal+ Liga 2 |
| Real Oviedo             | 3 - 0 | Elche C. F.           | Carlos Tartiere         | 28 de febrero | 19:15 | Canal+ Liga 2 |
| S. D. Huesca            | 1 - 2 | R. C. D. Mallorca     | El Alcoraz              | 16 de marzo   | 18:30 | Canal+ Liga 2 |

| R. C. D. Mallorca     | 1 - 0 | Real Oviedo             | Iberostar Estadio         | 5 de marzo | 18:00 | Canal+ Liga 2 |
| Elche C. F.           | 1 - 1 | U. E. Llagostera        | Manuel Martínez Valero    | 5 de marzo | 18:00 | Canal+ Liga 2 |
| Bilbao Athletic       | 1 - 2 | Córdoba C. F.           | San Mamés                 | 5 de marzo | 18:00 | Canal+ Liga 2 |
| Girona F. C.          | 2 - 0 | C. D. Mirandés          | Municipal de Montilivi    | 5 de marzo | 18:00 | Canal+ Liga 2 |
| C. D. Lugo            | 2 - 0 | C. A. Osasuna           | Anxo Carro                | 5 de marzo | 20:15 | Canal+ Liga 2 |
| Deportivo Alavés      | 0 - 0 | Real Zaragoza           | Mendizorroza              | 6 de marzo | 12:00 | Canal+ Liga 2 |
| C. D. Tenerife        | 0 - 0 | U. D. Almería           | Heliodoro Rodríguez López | 6 de marzo | 17:00 | Canal+ Liga 2 |
| S. D. Ponferradina    | 1 - 0 | C. D. Numancia de Soria | El Toralín                | 6 de marzo | 17:00 | Canal+ Liga 2 |
| A. D. Alcorcón        | 1 - 1 | Gimnàstic de Tarragona  | Santo Domingo             | 6 de marzo | 17:00 | Canal+ Liga 2 |
| Real Valladolid C. F. | 0 - 1 | S. D. Huesca            | José Zorrilla             | 6 de marzo | 17:00 | Canal+ Liga 2 |
| Albacete Balompié     | 0 - 3 | C. D. Leganés           | Carlos Belmonte           | 6 de marzo | 19:15 | Canal+ Liga 2 |

| U. D. Almería           | 1 - 0 | Girona F. C.          | Juegos Mediterráneos    | 12 de marzo | 18:00 | Canal+ Liga 2 |
| Real Zaragoza           | 1 - 0 | Albacete Balompié     | La Romareda             | 12 de marzo | 18:00 | Canal+ Liga 2 |
| C. D. Mirandés          | 1 - 2 | Elche C. F.           | Anduva                  | 12 de marzo | 18:00 | Canal+ Liga 2 |
| C. D. Numancia de Soria | 3 - 2 | Bilbao Athletic       | Los Pajaritos           | 12 de marzo | 18:00 | Canal+ Liga 2 |
| Real Oviedo             | 2 - 4 | Real Valladolid C. F. | Carlos Tartiere         | 12 de marzo | 20:15 | Canal+ Liga 2 |
| C. A. Osasuna           | 3 - 1 | Deportivo Alavés      | El Sadar                | 13 de marzo | 12:00 | Canal+ Liga 2 |
| S. D. Huesca            | 1 - 0 | A. D. Alcorcón        | El Alcoraz              | 13 de marzo | 17:00 | Canal+ Liga 2 |
| Córdoba C. F.           | 1 - 2 | C. D. Lugo            | Nuevo Arcángel          | 13 de marzo | 17:00 | Canal+ Liga 2 |
| Gimnàstic de Tarragona  | 1 - 1 | S. D. Ponferradina    | Nou Estadi de Tarragona | 13 de marzo | 17:00 | Canal+ Liga 2 |
| U. E. Llagostera        | 3 - 0 | R. C. D. Mallorca     | Nou Estadi de Palamós   | 13 de marzo | 17:00 | Canal+ Liga 2 |
| C. D. Leganés           | 0 - 1 | C. D. Tenerife        | Municipal de Butarque   | 13 de marzo | 19:15 | Canal+ Liga 2 |

| A. D. Alcorcón          | 1 - 0 | Real Oviedo            | Santo Domingo          | 19 de marzo | 18:00 | Canal+ Liga 2 |
| Real Valladolid C. F.   | 3 - 0 | U. E. Llagostera       | José Zorrilla          | 19 de marzo | 18:00 | Canal+ Liga 2 |
| Albacete Balompié       | 3 - 1 | C. A. Osasuna          | Carlos Belmonte        | 19 de marzo | 18:00 | Canal+ Liga 2 |
| Deportivo Alavés        | 0 - 0 | C. D. Lugo             | Mendizorroza           | 19 de marzo | 18:00 | Canal+ Liga 2 |
| Elche C. F.             | 0 - 0 | U. D. Almería          | Manuel Martínez Valero | 19 de marzo | 20:15 | Canal+ Liga 2 |
| C. D. Tenerife          | 0 - 0 | Real Zaragoza          | Santo Domingo          | 20 de marzo | 12:00 | Canal+ Liga 2 |
| S. D. Ponferradina      | 2 - 1 | S. D. Huesca           | El Toralín             | 20 de marzo | 17:00 | Canal+ Liga 2 |
| Girona F. C.            | 1 - 1 | C. D. Leganés          | Municipal de Montilivi | 20 de marzo | 17:00 | Canal+ Liga 2 |
| R. C. D. Mallorca       | 1 - 1 | C. D. Mirandés         | Iberostar Estadio      | 20 de marzo | 17:00 | Canal+ Liga 2 |
| Bilbao Athletic         | 0 - 4 | Gimnàstic de Tarragona | San Mamés              | 20 de marzo | 17:00 | Canal+ Liga 2 |
| C. D. Numancia de Soria | 1 - 1 | Córdoba C. F.          | Los Pajaritos          | 20 de marzo | 19:15 | Canal+ Liga 2 |

| Gimnàstic de Tarragona | 1 - 0 | C. D. Numancia de Soria | Nou Estadi de Tarragona | 26 de marzo | 18:00 | Canal+ Liga 2 |
| C. D. Leganés          | 0 - 0 | Elche C. F.             | Municipal de Butarque   | 26 de marzo | 18:00 | Canal+ Liga 2 |
| C. A. Osasuna          | 0 - 0 | C. D. Tenerife          | El Sadar                | 26 de marzo | 18:00 | Canal+ Liga 2 |
| S. D. Huesca           | 1 - 2 | Bilbao Athletic         | El Alcoraz              | 26 de marzo | 18:00 | Canal+ Liga 2 |
| Real Oviedo            | 3 - 0 | S. D. Ponferradina      | Carlos Tartiere         | 26 de marzo | 20:15 | Canal+ Liga 2 |
| Córdoba C. F.          | 1 - 2 | Deportivo Alavés        | Nuevo Arcángel          | 27 de marzo | 12:00 | Canal+ Liga 2 |
| C. D. Lugo             | 2 - 1 | Albacete Balompié       | Anxo Carro              | 27 de marzo | 17:00 | Canal+ Liga 2 |
| C. D. Mirandés         | 4 - 1 | Real Valladolid C. F.   | Anduva                  | 27 de marzo | 17:00 | Canal+ Liga 2 |
| U. E. Llagostera       | 4 - 0 | A. D. Alcorcón          | Nou Estadi de Palamós   | 27 de marzo | 17:00 | Canal+ Liga 2 |
| Real Zaragoza          | 0 - 3 | Girona F. C.            | La Romareda             | 27 de marzo | 17:00 | Canal+ Liga 2 |
| U. D. Almería          | 1 - 1 | R. C. D. Mallorca       | Juegos Mediterráneos    | 27 de marzo | 17:00 | Canal+ Liga 2 |

| R. C. D. Mallorca       | 3 - 0 | C. D. Leganés    | Iberostar Estadio       | 2 de abril | 18:00 | Canal+ Liga 2 |
| S. D. Ponferradina      | 1 - 0 | U. E. Llagostera | El Toralín              | 2 de abril | 18:00 | Canal+ Liga 2 |
| A. D. Alcorcón          | 1 - 0 | C. D. Mirandés   | Santo Domingo           | 2 de abril | 18:00 | Canal+ Liga 2 |
| Bilbao Athletic         | 2 - 1 | Real Oviedo      | San Mamés               | 2 de abril | 18:00 | Canal+ Liga 2 |
| Elche C. F.             | 2 - 1 | Real Zaragoza    | Manuel Martínez Valero  |            |       | Canal+ Liga 2 |
| Gimnàstic de Tarragona  | 4 - 4 | Córdoba C. F.    | Nou Estadi de Tarragona | 3 de abril | 12:00 | Canal+ Liga 2 |
| Girona F. C.            | 0 - 0 | C. A. Osasuna    | Municipal de Montilivi  | 3 de abril | 17:00 | Canal+ Liga 2 |
| C. D. Tenerife          | 1 - 0 | C. D. Lugo       | Santo Domingo           | 3 de abril | 17:00 | Canal+ Liga 2 |
| Real Valladolid C. F.   | 1 - 1 | U. D. Almería    | José Zorrilla           | 3 de abril | 17:00 | Canal+ Liga 2 |
| C. D. Numancia de Soria | 3 - 2 | S. D. Huesca     | Los Pajaritos           | 3 de abril | 17:00 | Canal+ Liga 2 |
| Albacete Balompié       | 0 - 1 | Deportivo Alavés | Carlos Belmonte         | 3 de abril | 19:15 | Canal+ Liga 2 |

| U. D. Almería         | 1 - 1 | A. D. Alcorcón          | Juegos Mediterráneos  | 9 de abril  | 18:00 | Canal+ Liga 2 |
| C. D. Mirandés        | 1 - 0 | S. D. Ponferradina      | Anduva                | 9 de abril  | 18:00 | Canal+ Liga 2 |
| U. E. Llagostera      | 2 - 1 | Bilbao Athletic         | Nou Estadi de Palamós | 9 de abril  | 18:00 | Canal+ Liga 2 |
| C. D. Lugo            | 1 - 1 | Girona F. C.            | Anxo Carro            | 9 de abril  | 18:00 | Canal+ Liga 2 |
| C. D. Leganés         | 4 - 0 | Real Valladolid C. F.   | Municipal de Butarque | 9 de abril  | 20:15 | Canal+ Liga 2 |
| Real Zaragoza         | 2 - 1 | R. C. D. Mallorca       | La Romareda           | 10 de abril | 12:00 | Canal+ Liga 2 |
| S. D. Huesca          | 2 - 0 | Gimnàstic de Tarragona  | El Alcoraz            | 10 de abril | 17:00 | Canal+ Liga 2 |
| Deportivo Alavés      | 2 - 2 | C. D. Tenerife          | Mendizorroza          | 10 de abril | 17:00 | Canal+ Liga 2 |
| Córdoba C. F.         | 2 - 3 | Albacete Balompié       | Nuevo Arcángel        | 10 de abril | 17:00 | Canal+ Liga 2 |
| Real Oviedo           | 1 - 0 | C. D. Numancia de Soria | Carlos Tartiere       | 10 de abril | 17:00 | Canal+ Liga 2 |
| Club Atlético Osasuna | 0 - 0 | Elche C. F.             | El Sadar              | 10 de abril | 19:15 | Canal+ Liga 2 |

| Girona F. C.            | 1 - 0 | Deportivo Alavés  | Municipal de Montilivi    | 16 de abril | 18:00 | Canal+ Liga 2 |
| Bilbao Athletic         | 1 - 1 | C. D. Mirandés    | San Mamés                 | 16 de abril | 18:00 | Canal+ Liga 2 |
| C. D. Numancia de Soria | 1 - 1 | U. E. Llagostera  | Los Pajaritos             | 16 de abril | 18:00 | Canal+ Liga 2 |
| Elche C. F.             | 2 - 0 | C. D. Lugo        | Manuel Martínez Valero    | 16 de abril | 18:00 | Canal+ Liga 2 |
| Real Valladolid C. F.   | 1 - 2 | Real Zaragoza     | José Zorrilla             | 16 de abril | 19:15 | Canal+ Liga 2 |
| Gimnàstic de Tarragona  | 0 - 0 | Real Oviedo       | Nou Estadi                | 17 de abril | 12:00 | Canal+ Liga 2 |
| S. D. Huesca            | 0 - 2 | Córdoba C. F.     | El Alcoraz                | 17 de abril | 17:00 | Canal+ Liga 2 |
| A. D. Alcorcón          | 2 - 0 | C. D. Leganés     | Santo Domingo             | 17 de abril | 17:00 | Canal+ Liga 2 |
| S. D. Ponferradina      | 1 - 3 | U. D. Almería     | El Toralín                | 17 de abril | 17:00 | Canal+ Liga 2 |
| C. D. Tenerife          | 1 - 0 | Albacete Balompié | Heliodoro Rodríguez López | 17 de abril | 17:00 | Canal+ Liga 2 |
| R. C. D. Mallorca       | 1 - 1 | C. A. Osasuna     | Iberostar Estadio         | 17 de abril | 19:15 | Canal+ Liga 2 |

| Albacete Balompié | 0 - 3 | Girona F. C.            | Carlos Belmonte       | 23 de abril | 18:00 | Canal+ Liga 2 |
| C. D. Leganés     | 3 - 0 | S. D. Ponferradina      | Municipal de Butarque | 23 de abril | 18:00 | Canal+ Liga 2 |
| U. E. Llagostera  | 1 - 1 | Gimnàstic de Tarragona  | Nou Estadi de Palamós | 23 de abril | 18:00 | Canal+ Liga 2 |
| Real Oviedo       | 0 - 1 | S. D. Huesca            | Carlos Tartiere       | 23 de abril | 18:00 | Canal+ Liga 2 |
| Deportivo Alavés  | 0 - 0 | Elche C. F.             | Mendizorroza          | 23 de abril | 20:15 | Canal+ Liga 2 |
| C. A. Osasuna     | 1 - 0 | Real Valladolid C. F.   | El Sadar              | 24 de abril | 12:00 | Canal+ Liga 2 |
| U. D. Almería     | 3 - 2 | Bilbao Athletic         | Juegos Mediterráneos  | 24 de abril | 17:00 | Canal+ Liga 2 |
| C. D. Lugo        | 2 - 1 | R. C. D. Mallorca       | Anxo Carro            | 24 de abril | 17:00 | Canal+ Liga 2 |
| C. D. Mirandés    | 0 - 2 | C. D. Numancia de Soria | Anduva                | 24 de abril | 17:00 | Canal+ Liga 2 |
| Córdoba C. F.     | 0 - 0 | C. D. Tenerife          | Nuevo Arcángel        | 24 de abril | 17:00 | Canal+ Liga 2 |
| Real Zaragoza     | 3 - 1 | A. D. Alcorcón          | La Romareda           | 24 de abril | 19:15 | Canal+ Liga 2 |

| S. D. Huesca            | 3 - 1 | U. E. Llagostera  | El Alcoraz             | 30 de abril | 18:00 | Canal+ Liga 2 |
| C. D. Numancia de Soria | 2 - 0 | U. D. Almería     | Los Pajaritos          | 30 de abril | 18:00 | Canal+ Liga 2 |
| A. D. Alcorcón          | 0 - 1 | C. A. Osasuna     | Santo Domingo          | 30 de abril | 18:00 | Canal+ Liga 2 |
| R. C. D. Mallorca       | 0 - 0 | Deportivo Alavés  | Iberostar Estadio      | 30 de abril | 20:15 | Canal+ Liga 2 |
| Real Oviedo             | 1 - 0 | Córdoba C. F.     | Carlos Tartiere        | 1 de mayo   | 12:00 | Canal+ Liga 2 |
| Elche C. F.             | 1 - 1 | Albacete Balompié | Manuel Martínez Valero | 1 de mayo   | 17:00 | Canal+ Liga 2 |
| Girona F. C.            | 1 - 0 | C. D. Tenerife    | Municipal de Montilivi | 1 de mayo   | 17:00 | Canal+ Liga 2 |
| Gimnàstic de Tarragona  | 3 - 2 | C. D. Mirandés    | Nou Estadi             | 1 de mayo   | 17:00 | Canal+ Liga 2 |
| Real Valladolid C. F.   | 1 - 1 | C. D. Lugo        | José Zorrilla          | 1 de mayo   | 17:00 | Canal+ Liga 2 |
| S. D. Ponferradina      | 1 - 1 | Real Zaragoza     | El Toralín             | 1 de mayo   | 19:15 | Canal+ Liga 2 |
| Bilbao Athletic         | 1 - 2 | C. D. Leganés     | San Mamés              | 2 de mayo   | 20:30 | Canal+ Liga 2 |

| C. A. Osasuna     | 0 - 0 | S. D. Ponferradina      | El Sadar                  | 7 de mayo | 18:00 | Canal+ Liga 2 |
| U. D. Almería     | 1 - 2 | Gimnàstic de Tarragona  | Juegos Mediterráneos      | 7 de mayo | 18:00 | Canal+ Liga 2 |
| U. E. Llagostera  | 2 - 0 | Real Oviedo             | Nou Estadi de Palamós     | 7 de mayo | 18:00 | Canal+ Liga 2 |
| C. D. Lugo        | 1 - 2 | A. D. Alcorcón          | Anxo Carro                | 7 de mayo | 18:00 | Canal+ Liga 2 |
| C. D. Tenerife    | 1 - 1 | Elche C. F.             | Heliodoro Rodríguez López | 7 de mayo | 19:15 | Canal+ Liga 2 |
| Deportivo Alavés  | 2 - 1 | Real Valladolid C. F.   | Mendizorroza              | 8 de mayo | 12:00 | Canal+ Liga 2 |
| Albacete Balompié | 1 - 0 | R. C. D. Mallorca       | Carlos Belmonte           | 8 de mayo | 20:00 | Canal+ Liga 2 |
| Córdoba C. F.     | 1 - 0 | Girona F. C.            | Nuevo Arcángel            | 8 de mayo | 20:00 | Canal+ Liga 2 |
| C. D. Leganés     | 2 - 2 | C. D. Numancia de Soria | Butarque                  | 8 de mayo | 20:00 | Canal+ Liga 2 |
| C. D. Mirandés    | 1 - 0 | S. D. Huesca            | Anduva                    | 8 de mayo | 20:00 | Canal+ Liga 2 |
| Real Zaragoza     | 2 - 0 | Bilbao Athletic         | La Romareda               | 8 de mayo | 20:00 | Canal+ Liga 2 |

| Real Valladolid C. F.   | 1 - 0 | Albacete Balompié | José Zorrilla          | 14 de mayo | 19:00 | Canal+ Liga 2 |
| Real Oviedo             | 4 - 0 | C. D. Mirandés    | Carlos Tartiere        | 14 de mayo | 19:00 | Canal+ Liga 2 |
| R. C. D. Mallorca       | 1 - 0 | Albacete Balompié | Iberostar Estadio      | 14 de mayo | 19:00 | Canal+ Liga 2 |
| C. D. Numancia de Soria | 2 - 2 | Real Zaragoza     | Los Pajaritos          | 14 de mayo | 19:00 | Canal+ Liga 2 |
| Gimnàstic de Tarragona  | 0 - 0 | C. D. Leganés     | Nou Estadi             | 15 de mayo | 12:00 | Canal+ Liga 2 |
| A. D. Alcorcón          | 0 - 1 | Deportivo Alavés  | Santo Domingo          | 15 de mayo | 17:00 | Canal+ Liga 2 |
| Elche C. F.             | 1 - 1 | Girona F. C.      | Manuel Martínez Valero | 15 de mayo | 17:00 | Canal+ Liga 2 |
| S. D. Ponferradina      | 2 - 1 | C. D. Lugo        | El Toralín             | 15 de mayo | 17:00 | Canal+ Liga 2 |
| Bilbao Athletic         | 0 - 0 | C. A. Osasuna     | San Mamés              | 15 de mayo | 19:00 | Canal+ Liga 2 |
| S. D. Huesca            | 2 - 1 | U. D. Almería     | El Alcoraz             | 15 de mayo | 19:00 | Canal+ Liga 2 |
| U. E. Llagostera        | 1 - 0 | Córdoba C. F.     | Nou Estadi             | 15 de mayo | 19:00 | Canal+ Liga 2 |

| C. D. Tenerife    | 3 - 1 | Real Valladolid C. F.   | Heliodoro Rodríguez López | 21 de mayo | 18:00 | Canal+ Liga 2 |
| Albacete Balompié | 0 - 2 | A. D. Alcorcón          | Carlos Belmonte           | 21 de mayo | 18:00 | Canal+ Liga 2 |
| Córdoba C. F.     | 3 - 1 | Elche C. F.             | Nuevo Arcángel            | 21 de mayo | 18:00 | Canal+ Liga 2 |
| Girona F. C.      | 1 - 0 | R. C. D. Mallorca       | Municipal de Montilivi    | 21 de mayo | 18:00 | Canal+ Liga 2 |
| C. D. Leganés     | 2 - 3 | S. D. Huesca            | Butarque                  | 21 de mayo | 20:15 | Canal+ Liga 2 |
| Real Zaragoza     | 0 - 1 | Gimnàstic de Tarragona  | La Romareda               | 22 de mayo | 12:00 | Canal+ Liga 2 |
| Deportivo Alavés  | 2 - 0 | S. D. Ponferradina      | Mendizorroza              | 22 de mayo | 17:00 | Canal+ Liga 2 |
| C. A. Osasuna     | 3 - 2 | C. D. Numancia de Soria | El Sadar                  | 22 de mayo | 17:00 | Canal+ Liga 2 |
| C. D. Lugo        | 2 - 0 | Bilbao Athletic         | Anxo Carro                | 22 de mayo | 17:00 | Canal+ Liga 2 |
| C. D. Mirandés    | 0 - 0 | U. E. Llagostera        | Anduva                    | 22 de mayo | 17:00 | Canal+ Liga 2 |
| U. D. Almería     | 3 - 1 | Real Oviedo             | Juegos Mediterráneos      | 22 de mayo | 19:15 | Canal+ Liga 2 |

| Real Valladolid C. F.   | 0 - 0 | Girona F. C.      | José Zorrilla     | 24 de mayo | 20:30 | Canal+ Liga 2 |
| A. D. Alcorcón          | 2 - 1 | C. D. Tenerife    | Santo Domingo     | 24 de mayo | 20:30 | Canal+ Liga 2 |
| R. C. D. Mallorca       | 2 - 1 | Elche C. F.       | Iberostar Estadio | 24 de mayo | 20:30 | Canal+ Liga 2 |
| Gimnàstic de Tarragona  | 1 - 0 | C. A. Osasuna     | Nou Estadi        | 25 de mayo | 20:30 | Canal+ Liga 2 |
| S. D. Ponferradina      | 2 - 1 | Albacete Balompié | El Toralín        | 25 de mayo | 20:30 | Canal+ Liga 2 |
| C. D. Mirandés          | 0 - 3 | Córdoba C. F.     | Anduva            | 25 de mayo | 20:30 | Canal+ Liga 2 |
| U. E. Llagostera        | 0 - 0 | U. D. Almería     | Nou Estadi        | 25 de mayo | 20:30 | Canal+ Liga 2 |
| C. D. Numancia de Soria | 1 - 0 | C. D. Lugo        | Los Pajaritos     | 25 de mayo | 20:30 | Canal+ Liga 2 |
| S. D. Huesca            | 1 - 1 | Real Zaragoza     | El Alcoraz        | 26 de mayo | 20:00 | Canal+ Liga 2 |
| Bilbao Athletic         | 2 - 3 | Deportivo Alavés  | San Mamés         | 26 de mayo | 20:00 | Canal+ Liga 2 |
| Real Oviedo             | 0 - 1 | C. D. Leganés     | Carlos Tartiere   | 26 de mayo | 21:00 | Canal+ Liga 2 |

| Deportivo Alavés  | 2 - 0 | C. D. Numancia         | Mendizorroza              | 29 de mayo | 20:00 | Canal+ Liga 2 |
| R. C. D. Mallorca | 0 - 1 | Córdoba C. F.          | Iberostar Estadio         | 29 de mayo | 20:00 | Canal+ Liga 2 |
| Real Zaragoza     | 1 - 0 | Real Oviedo            | La Romareda               | 29 de mayo | 20:00 | Canal+ Liga 2 |
| C. A. Osasuna     | 2 - 3 | S. D. Huesca           | El Sadar                  | 29 de mayo | 20:00 | Canal+ Liga 2 |
| C. D. Tenerife    | 1 - 1 | S. D. Ponferradina     | Heliodoro Rodríguez López | 29 de mayo | 20:00 | Canal+ Liga 2 |
| Albacete Balompié | 2 - 1 | Bilbao Athletic        | Carlos Belmonte           | 29 de mayo | 20:00 | Canal+ Liga 2 |
| Girona F. C.      | 2 - 0 | A. D. Alcorcón         | Municipal de Montilivi    | 29 de mayo | 20:00 | Canal+ Liga 2 |
| C. D. Leganés     | 2 - 0 | U. E. Llagostera       | Butarque                  | 29 de mayo | 20:00 | Canal+ Liga 2 |
| U. D. Almería     | 2 - 1 | C. D. Mirandés         | Juegos Mediterráneos      | 29 de mayo | 20:00 | Canal+ Liga 2 |
| C. D. Lugo        | 0 - 3 | Gimnàstic de Tarragona | Anxo Carro                | 29 de mayo | 20:00 | Canal+ Liga 2 |
| Elche C. F.       | 2 - 2 | Real Valladolid C. F.  | Manuel Martínez Valero    | 29 de mayo | 20:00 | Canal+ Liga 2 |

| Gimnàstic de Tarragona  | 1 - 1 | Deportivo Alavés (C) | Nou Estadi      | 5 de junio | 20:00 | Canal+ Liga 2 |
| S. D. Huesca            | 1 - 0 | C. D. Lugo           | El Alcoraz      | 5 de junio | 20:00 | Canal+ Liga 2 |
| S. D. Ponferradina      | 0 - 1 | Girona F. C.         | El Toralín      | 5 de junio | 20:00 | Canal+ Liga 2 |
| Bilbao Athletic         | 2 - 0 | C. D. Tenerife       | San Mamés       | 5 de junio | 20:00 | Canal+ Liga 2 |
| C. D. Mirandés          | 0 - 1 | C. D. Leganés        | Anduva          | 5 de junio | 20:00 | Canal+ Liga 2 |
| U. E. Llagostera        | 6 - 2 | Real Zaragoza        | Nou Estadi      | 5 de junio | 20:00 | Canal+ Liga 2 |
| C. D. Numancia de Soria | 2 - 0 | Albacete Balompié    | Los Pajaritos   | 5 de junio | 20:00 | Canal+ Liga 2 |
| Real Oviedo             | 0 - 5 | C. A. Osasuna        | Carlos Tartiere | 5 de junio | 20:00 | Canal+ Liga 2 |
| Real Valladolid C. F.   | 1 - 3 | R. C. D. Mallorca    | José Zorrilla   | 5 de junio | 20:00 | Canal+ Liga 2 |
| A. D. Alcorcón          | 4 - 1 | Elche C. F.          | Santo Domingo   | 5 de junio | 20:00 | Canal+ Liga 2 |
| Córdoba C. F.           | 1 - 1 | U. D. Almería        | Nuevo Arcángel  | 5 de junio | 20:00 | Canal+ Liga 2 |

### Tabla de resultados cruzados
| Local \ Visitante      | ALV | ALB | ALC | ALM | BIL | COR | ELC | GIM | GIR | HUE | LEG | LLA | LUG | MLL | MIR | NUM | OSA | OVI | PON | TEN | VLD | ZAR |
| ---------------------- | --- | --- | --- | --- | --- | --- | --- | --- | --- | --- | --- | --- | --- | --- | --- | --- | --- | --- | --- | --- | --- | --- |
| Deportivo Alavés       | —   | 1–1 | 1–1 | 1–1 | 3–0 | 3–2 | 0–0 | 1–3 | 1–0 | 1–0 | 0–0 | 1–0 | 0–0 | 1–0 | 2–3 | 2–0 | 3–0 | 2–0 | 2–0 | 2–2 | 2–1 | 0–0 |
| Albacete Balompié      | 0–1 | —   | 0–2 | 3–0 | 2–1 | 2–0 | 1–0 | 1–1 | 0–3 | 1–1 | 0–3 | 1–0 | 2–0 | 1–0 | 1–1 | 0–2 | 3–1 | 2–2 | 2–2 | 1–2 | 0–1 | 1–3 |
| A. D. Alcorcón         | 0–1 | 1–0 | —   | 0–0 | 1–0 | 3–3 | 4–1 | 1–1 | 1–0 | 0–1 | 2–0 | 6–1 | 1–1 | 2–0 | 1–0 | 1–1 | 0–1 | 1–0 | 1–0 | 2–1 | 0–0 | 1–0 |
| U. D. Almería          | 0–2 | 1–0 | 1–1 | —   | 3–2 | 0–1 | 2–3 | 1–2 | 1–0 | 1–2 | 3–2 | 2–1 | 0–2 | 1–1 | 2–1 | 1–1 | 2–1 | 3–1 | 1–1 | 2–2 | 1–1 | 2–1 |
| Bilbao Athletic        | 2–3 | 0–1 | 1–0 | 0–0 | —   | 1–2 | 0–1 | 0–4 | 0–1 | 0–0 | 1–2 | 2–0 | 1–1 | 3–1 | 1–1 | 0–0 | 0–0 | 2–1 | 4–2 | 2–0 | 0–1 | 0–1 |
| Córdoba C. F.          | 1–2 | 2–3 | 1–3 | 1–1 | 1–0 | —   | 3–1 | 2–0 | 1–0 | 1–1 | 2–3 | 2–0 | 1–2 | 3–1 | 1–2 | 3–2 | 0–1 | 2–1 | 1–0 | 0–0 | 1–0 | 0–2 |
| Elche C. F.            | 0–1 | 1–1 | 2–0 | 0–0 | 2–1 | 2–1 | —   | 1–0 | 1–1 | 1–1 | 0–0 | 1–1 | 2–0 | 1–1 | 1–4 | 0–0 | 2–1 | 1–1 | 1–0 | 0–0 | 2–2 | 2–1 |
| Gimnàstic de Tarragona | 1–1 | 2–2 | 0–2 | 2–2 | 2–1 | 4–4 | 1–0 | —   | 1–0 | 2–0 | 0–0 | 2–0 | 1–2 | 1–0 | 3–2 | 1–0 | 1–0 | 0–0 | 1–1 | 2–1 | 1–1 | 3–1 |
| Girona F. C.           | 1–0 | 3–0 | 2–0 | 1–1 | 2–1 | 1–2 | 0–1 | 1–1 | —   | 0–0 | 1–1 | 2–2 | 0–1 | 1–0 | 2–0 | 2–3 | 0–0 | 1–1 | 4–0 | 1–0 | 1–0 | 0–0 |
| S. D. Huesca           | 2–3 | 3–1 | 1–0 | 2–1 | 1–2 | 0–2 | 1–3 | 2–0 | 0–1 | —   | 1–1 | 3–1 | 1–0 | 1–2 | 1–2 | 2–0 | 0–1 | 0–1 | 1–1 | 1–1 | 1–1 | 1–1 |
| C. D. Leganés          | 2–0 | 3–2 | 3–0 | 2–1 | 1–0 | 3–1 | 0–0 | 1–0 | 2–2 | 2–3 | —   | 2–0 | 0–0 | 0–0 | 4–0 | 2–2 | 2–0 | 1–1 | 3–0 | 0–1 | 4–0 | 1–1 |
| U. E. Llagostera       | 3–0 | 2–0 | 4–0 | 0–0 | 2–1 | 1–0 | 4–1 | 1–1 | 0–1 | 2–0 | 0–1 | —   | 0–0 | 3–0 | 0–0 | 2–1 | 0–2 | 2–0 | 0–1 | 0–2 | 3–1 | 6–2 |
| C. D. Lugo             | 1–0 | 2–1 | 1–2 | 1–0 | 2–0 | 1–2 | 1–1 | 0–3 | 1–1 | 1–1 | 1–2 | 1–0 | —   | 2–1 | 1–4 | 2–3 | 2–0 | 2–2 | 3–1 | 2–0 | 1–1 | 0–0 |
| R. C. D. Mallorca      | 0–0 | 2–0 | 1–0 | 1–0 | 2–3 | 0–1 | 2–1 | 2–2 | 1–1 | 0–1 | 3–0 | 1–0 | 1–1 | —   | 1–1 | 0–0 | 1–1 | 1–0 | 1–0 | 1–0 | 0–1 | 0–0 |
| C. D. Mirandés         | 0–0 | 1–1 | 3–0 | 1–1 | 3–0 | 0–3 | 1–2 | 0–1 | 1–0 | 1–0 | 0–1 | 0–0 | 1–1 | 2–2 | —   | 0–2 | 4–0 | 1–2 | 1–0 | 1–2 | 4–1 | 1–1 |
| C. D. Numancia         | 0–1 | 2–0 | 1–1 | 2–0 | 3–2 | 1–1 | 0–0 | 1–1 | 1–1 | 3–2 | 1–2 | 1–1 | 1–0 | 2–0 | 2–2 | —   | 1–3 | 1–0 | 1–0 | 6–3 | 2–2 | 2–2 |
| C. A. Osasuna          | 3–1 | 1–0 | 1–2 | 0–0 | 1–1 | 0–0 | 0–0 | 1–1 | 0–1 | 2–3 | 2–1 | 3–0 | 4–0 | 2–1 | 1–0 | 3–2 | —   | 0–0 | 0–0 | 0–0 | 1–0 | 1–1 |
| Real Oviedo            | 1–1 | 3–1 | 3–2 | 1–0 | 0–0 | 1–0 | 3–0 | 2–0 | 1–2 | 0–1 | 0–1 | 2–1 | 2–2 | 1–1 | 4–1 | 1–0 | 0–5 | —   | 3–0 | 1–0 | 2–4 | 1–0 |
| S. D. Ponferradina     | 0–1 | 2–1 | 0–0 | 1–3 | 1–0 | 1–3 | 2–0 | 2–2 | 0–1 | 2–1 | 1–0 | 1–0 | 2–1 | 0–2 | 2–2 | 1–0 | 3–0 | 4–2 | —   | 0–1 | 3–0 | 1–1 |
| C. D. Tenerife         | 2–0 | 1–0 | 1–2 | 0–0 | 2–0 | 1–1 | 1–1 | 1–2 | 1–1 | 1–1 | 0–0 | 3–1 | 1–0 | 2–1 | 3–0 | 0–0 | 2–2 | 0–2 | 1–1 | —   | 3–1 | 0–0 |
| Real Valladolid C. F.  | 1–2 | 1–0 | 2–0 | 1–1 | 1–0 | 2–0 | 1–1 | 0–0 | 0–0 | 0–1 | 1–1 | 3–0 | 1–1 | 1–3 | 2–1 | 2–2 | 0–1 | 2–3 | 0–0 | 4–1 | —   | 1–2 |
| Real Zaragoza          | 1–0 | 1–0 | 3–1 | 3–2 | 2–0 | 0–1 | 2–0 | 0–1 | 0–3 | 3–3 | 1–0 | 1–0 | 3–1 | 2–1 | 1–2 | 2–2 | 0–1 | 1–0 | 2–0 | 2–0 | 0–2 | —   |

## Playoff de ascenso a Primera División
|  | Semifinales            | Semifinales | Semifinales   |   |              | Final | Final | Final |  |
|  |                        |             |               |   |              |       |       |       |  |
|  |                        |             |               |   |              |       |       |       |  |
|  | Girona F. C.           | 1           | 3             |   |              |       |       |       |  |
|  | Girona F. C.           | 1           | 3             |   |              |       |       |       |  |
|  | Córdoba C. F.          | 2           | 1             |   |              |       |       |       |  |
|  | Córdoba C. F.          | 2           | 1             |   | Girona F. C. | 1     | 0     |       |  |
|  |                        |             |               |   | Girona F. C. | 1     | 0     |       |  |
|  |                        |             | C. A. Osasuna | 2 | 1            |       |       |       |  |
|  | Gimnàstic de Tarragona | 1           | C. A. Osasuna | 2 | 1            | 2     |       |       |  |
|  | Gimnàstic de Tarragona | 1           |               |   |              | 2     |       |       |  |
|  | C. A. Osasuna          | 3           | 3             |   |              |       |       |       |  |
|  | C. A. Osasuna          | 3           | 3             |   |              |       |       |       |  |
|  |                        |             |               |   |              |       |       |       |  |

### Semifinales

#### Gimnàstic de Tarragona-C. A. Osasuna
| Ida; 8 de junio de 2016, 20:00 | C. A. Osasuna                           | 3:1 (2:0) | Gimnàstic de Tarragona | Estadio El Sadar, Pamplona                                  |                                                             |
|                                | Mikel Merino 33', 41' · Kenan Kodro 58' | Reporte   | Jean Luc 68'           | Asistencia: 17.750 espectadores Árbitro(s): Trujillo Suárez | Asistencia: 17.750 espectadores Árbitro(s): Trujillo Suárez |

| Vuelta; 11 de junio de 2016, 19:00                            | Gimnàstic de Tarragona | 2:3 (1:1) | C. A. Osasuna                       | Nou Estadi, Tarragona                                    |                                                          |
|                                                               | Naranjo 7' · Muñiz 79' | Reporte   | García 32' · Flaño 54' · Merino 74' | Asistencia: 12.906 espectadores Árbitro(s): Cordero Vega | Asistencia: 12.906 espectadores Árbitro(s): Cordero Vega |
| Se clasifica el C. A. Osasuna con un resultado global de 6:3. |                        |           |                                     |                                                          |                                                          |

| Pasa a la fase final C. A. Osasuna |

#### Girona F. C.-Córdoba C. F.
| Ida; 9 de junio de 2016, 20:00 | Córdoba C. F. | 2:1 (2:1) | Girona F. C. | Estadio Nuevo Arcángel, Córdoba                         |                                                         |
|                                | Xisco 9', 12' | Reporte   | Herrera 29'  | Asistencia: 14.740 espectadores Árbitro(s): Ocón Arraiz | Asistencia: 14.740 espectadores Árbitro(s): Ocón Arraiz |

| Vuelta; 12 de junio de 2016, 19:00                                                             | Girona F. C.                                        | 3:1 (0:0) (2:1) (t. s.) | Córdoba C. F. | Municipal de Montilivi, Gerona                            |                                                           |
|                                                                                                | Borja García 65' · Aday 81' · Cristian Herrera 118' | Reporte                 | Xisco 56'     | Asistencia: 8.913 espectadores Árbitro(s): Alberola Rojas | Asistencia: 8.913 espectadores Árbitro(s): Alberola Rojas |
| Se clasifica el Girona F. C. con un resultado global de 4:3, después de disputar una prórroga. |                                                     |                         |               |                                                           |                                                           |

| Pasa a la fase final Girona F. C. |

### Final

#### Girona F. C.-C. A. Osasuna
| Ida; 15 de junio de 2016, 20:00 | C. A. Osasuna                    | 2:1 (1:0) | Girona F. C.    | Estadio El Sadar, Pamplona                                  |                                                             |
|                                 | Kenan Kodro 5' · Maikel Mesa 77' | Reporte   | Kiko Olivas 72' | Asistencia: 17.830 espectadores Árbitro(s): Munuera Montero | Asistencia: 17.830 espectadores Árbitro(s): Munuera Montero |

| Vuelta; 19 de junio de 2016, 20:00 | Girona F. C. | 0:1 (0:0) | C. A. Osasuna   | Municipal de Montilivi, Gerona                         |                                                        |
|                                    |              | Reporte   | Kenan Kodro 47' | Asistencia: 8.733 espectadores Árbitro(s): Arias López | Asistencia: 8.733 espectadores Árbitro(s): Arias López |

| Asciende a Primera División C. A. Osasuna |

## Premios
| Pos. | Jugador         | Equipo                 | Goles |
| ---- | --------------- | ---------------------- | ----- |
| 1.º  | Sergio León     | Elche C.F.             | 22    |
| 2.º  | Florin Andone   | Córdoba C.F.           | 21    |
| 3.º  | David Rodríguez | A.D. Alcorcón          | 19    |
| 4.º  | Toché           | Real Oviedo            | 18    |
| 5.º  | José Naranjo    | Gimnàstic de Tarragona | 15    |

| Pos. | Jugador            | Equipo           | GE | Partidos | Cociente |
| ---- | ------------------ | ---------------- | -- | -------- | -------- |
| 1.º  | Isaac Becerra      | Girona F.C.      | 28 | 42       | 0.67     |
| 2.º  | Jon Ander Serantes | C. D. Leganés    | 34 | 42       | 0.81     |
| 3.º  | Fernando Pacheco   | Deportivo Alavés | 34 | 40       | 0.85     |
| 4.º  | Nauzet Pérez       | C.A. Osasuna     | 40 | 42       | 0.95     |
| 5.º  | Marko Dmitrović    | A.D. Alcorcón    | 36 | 38       | 0.95     |